# Grande recessione

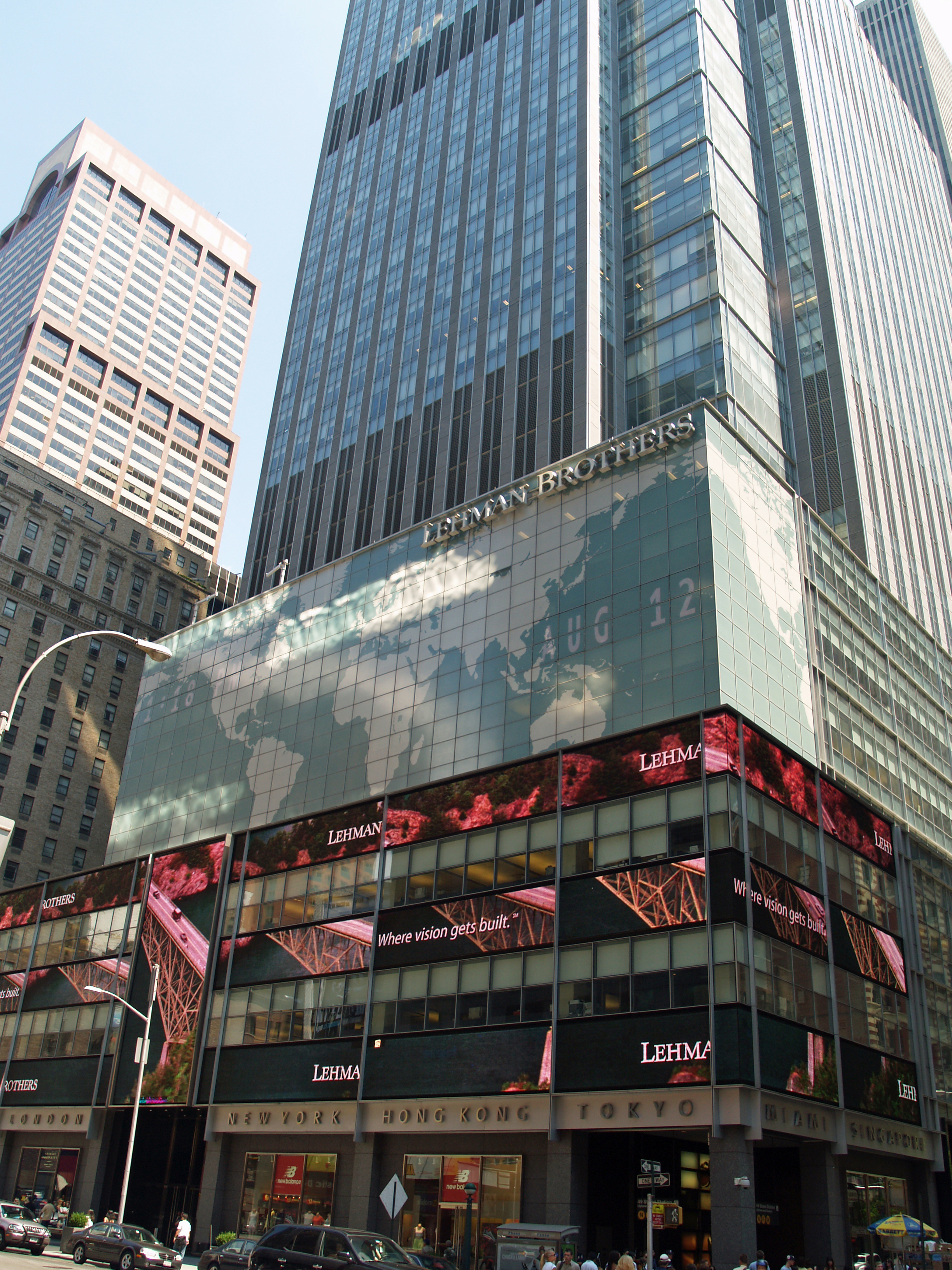
Il fallimento della Lehman Brothers è stato uno degli eventi di maggior impatto nella crisi finanziaria del 2007-2008

La grande recessione fu una crisi economica mondiale scoppiata nel 2006 negli Stati Uniti d'America e diffusasi tra il 2007 e il 2013, in seguito alla crisi dei subprime e del mercato immobiliare.
Fu innescata dallo scoppio di una bolla immobiliare, che produsse a catena una grave crisi finanziaria nell'economia americana. Essa ha poi gradualmente assunto un carattere globale, spinta da meccanismi finanziari di contagio, e perdurante (tranne alcune eccezioni come India e Cina) con la spirale recessiva che si è ulteriormente aggravata, in diversi Paesi europei (Europa meridionale e altri), con la crisi del debito sovrano europeo.
Tra i principali fattori della crisi figurano gli alti prezzi delle materie prime (petrolio in primis), una crisi alimentare mondiale, la minaccia di una recessione in tutto il mondo e una crisi creditizia (seguita a quella bancaria) con conseguente crollo di fiducia dei mercati borsistici. Viene considerata da molti economisti come una delle peggiori crisi economiche della storia, seconda solo alla Grande depressione dei primi decenni del XX secolo.

## Storia
Alla crisi finanziaria scoppiata nell'agosto del 2007 sono seguite una recessione, iniziata nel secondo trimestre del 2008, e una grave crisi industriale (seguita al fallimento di Lehman Brothers il 15 settembre per la crisi dei subprime) scoppiata nell'autunno dello stesso anno – di proporzioni più ampie che nella Grande crisi – con una forte contrazione della produzione e degli ordinativi.
Il 2009 ha poi visto una crisi economica generalizzata, pesanti recessioni e vertiginosi crolli di PIL in numerosi Paesi del mondo e in special modo nel mondo occidentale. Terminata la recessione nel terzo trimestre 2009, tra la fine dello stesso anno e il 2010 si è verificata una parziale ripresa economica.
Tra il 2010 e il 2011 si è conosciuto l'allargamento della crisi ai debiti sovrani e alle finanze pubbliche di molti paesi (in larga misura gravati dalle spese affrontate nel sostegno ai sistemi bancari), soprattutto ai Paesi dell'eurozona, impossibilitati a operare manovre sul tasso di cambio o ad attuare politiche di credito espansive e di monetizzazione, che in alcuni casi hanno evitato l'insolvenza sovrana (Portogallo, Irlanda), grazie all'erogazione di ingenti prestiti da parte di FMI, BCE e Commissione europea (la cosiddetta troika).
Tali interventi, denominati "piani di salvataggio" e volti a scongiurare possibili default, sono stati però concessi a prezzo di politiche di bilancio fortemente restrittive sui conti pubblici (c.d. austerità) con freno a consumi e produzione e alimentazione della spirale recessiva.

## Crisi finanziaria negli Stati Uniti

### Crisi del mercato immobiliare

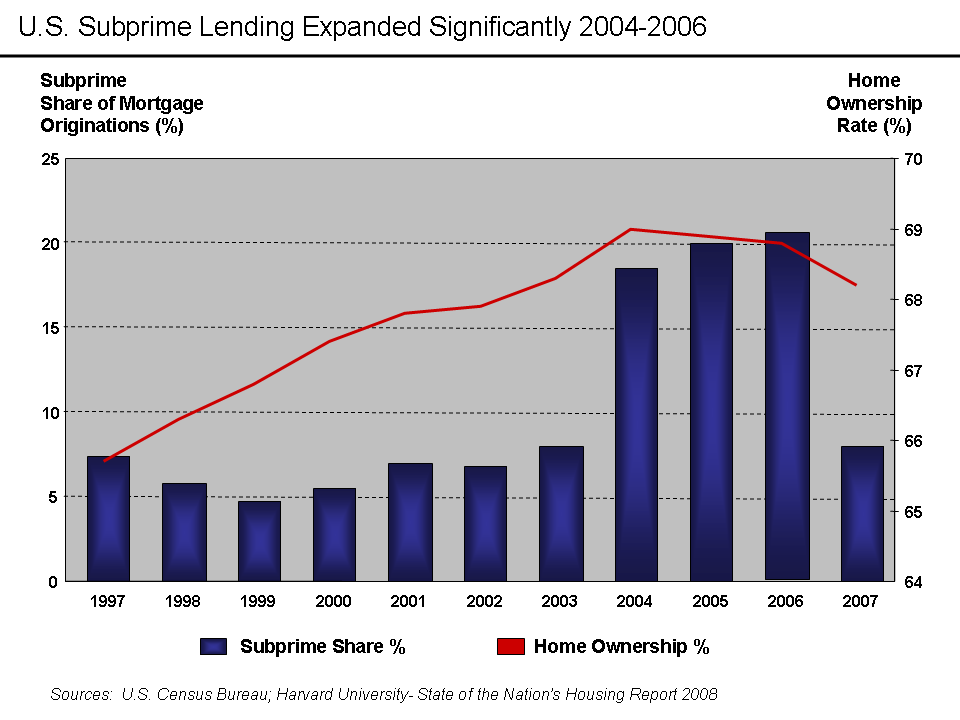
Andamento del mercato dei subprime tra il 1997 e il 2007

La crisi dei subprime iniziò a manifestarsi nel 2006 e scoppiò nel 2008, anno in cui i risparmiatori statunitensi cominciarono a non ripagare più i mutui, dando avvio a un massiccio aumento dei pignoramenti (1,7 milioni di case coinvolte nel solo 2007).
All'origine di questo fenomeno la vertiginosa crescita del mercato immobiliare negli Stati Uniti, con il forte aumento dei prezzi delle abitazioni e la successiva espansione degli investimenti nel settore. Tale bolla speculativa si espanse di pari passo col costante apprezzamento delle case. L'indebitamento delle famiglie statunitensi provocò nel 2006 l'esplosione dei prezzi delle attività, e in particolare di quelli immobiliari; l'indebitamento aumentava al crescere del valore delle proprietà immobiliari. La caduta dei prezzi nel 2007 provocò l'esplosione del valore dei mutui a livelli superiori alla consistenza stessa del valore delle abitazioni. Le famiglie maggiormente indebitate avevano scommesso sul protrarsi della crescita, ignorando il rischio di un rovesciamento del mercato.

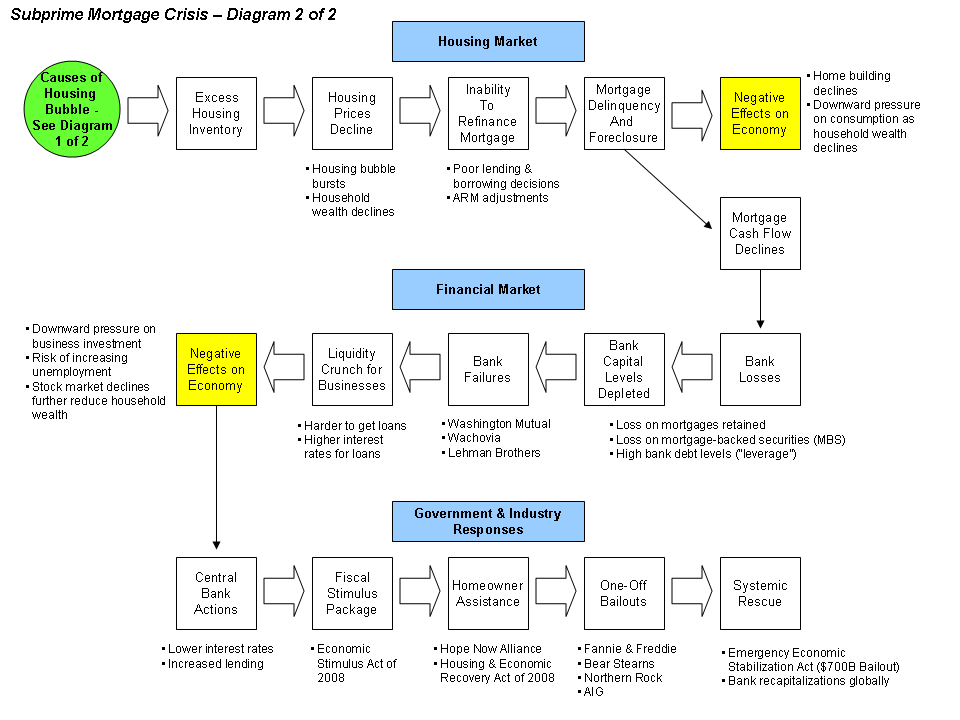
Diagramma storico dell'andamento della crisi del mercato dei subprime

L'esplosione della bolla dei mutui fu amplificata dal fatto che le banche statunitensi, al fine di ridurre l'esposizione rispetto a questi prodotti finanziari altamente rischiosi, vendevano a terzi i mutui stessi attraverso diversi strumenti finanziari, parcellizzandoli e riassemblandoli con altri prodotti (CDO, CMO, CLO, ABS). In questo modo le banche scaricavano su altri soggetti (inizialmente investitori istituzionali, ma poi anche banche e risparmiatori) i rischi corsi concedendo tali finanziamenti. La cartolarizzazione dei mutui subprime moltiplicava spesso i rendimenti in quanto chiedeva un ulteriore rendimento ai soggetti a cui si rivendevano i derivati dei mutui secondari. Tali processi hanno reso infetto l'intero sistema finanziario mondiale di questi titoli, a un certo punto della crisi, conosciuti con un'espressione peggiorativa ma efficace, come "tossici". La cartolarizzazione e il successivo "impacchettamento" dei titoli in sempre nuovi prodotti nei quali era assemblato, assieme a una parte di titoli garantiti, un certo quantitativo di titoli tossici, aveva lo scopo di fare alzare il giudizio di affidabilità delle agenzie, cosicché a un rapporto maggiore di titoli sani rispetto a quelli tossici nello stesso "pacchetto" sarebbe corrisposta una qualità del rating superiore.
La forte svalutazione di questi strumenti innescò difficoltà economiche in alcuni fra i più grandi istituti di credito americani. Bear Stearns, Lehman Brothers e AIG vennero ridotti al collasso e poi messi in sicurezza dall'intervento del Tesoro statunitense di concerto con la FED. Anche banche europee furono investite dalla svalutazione dei titoli immobiliari, venendo successivamente nazionalizzate o costrette a ricapitalizzarsi. Dopo diversi mesi di debolezza e perdita di impieghi, il fenomeno è collassato tra il 2007 e il 2008 causando la bancarotta di banche ed entità finanziarie e determinando una forte riduzione dei valori borsistici e della capacità di consumo e risparmio della popolazione, con effetti immediatamente recessivi sull'economia.

### Crollo delle borse e crisi di fiducia
Il crollo del mercato immobiliare fu reso più devastante dal graduale rialzo del tasso di sconto operato dalla FED negli anni dell'esplosione della crisi dei mutui. Gli Stati Uniti, entrati in una grave crisi creditizia e ipotecaria, patirono anche lo svilimento del valore del dollaro molto basso rispetto all'euro e ad altre valute.
La ripercussione delle borse, segnata dalle fortissime vendite sul mercato bancario, fu immediato. A causarlo la radicale crisi di fiducia dei depositanti e degli azionisti verso le banche. L'indice S&P500 di Wall Street, tra settembre e ottobre 2008 diminuì del 25,9%, con ondate di vere e proprie vendite da panico (panic selling) in alcuni giorni. A ciò si accompagnò una crisi del credito, determinata dal clima di pessimismo e di diffidenza tra le stesse banche (forte aumento dei tassi interbancari), che portò in breve tempo alla carenza di liquidità nel sistema economico.
La crisi dei mutui in pochi mesi colpì anche l'economia reale provocando recessione, caduta degli investimenti e dei redditi e crollo dei consumi. La risposta più immediata alla crisi fu il massiccio intervento degli Stati e delle banche centrali che tagliarono i tassi d'interesse e immisero liquidità nel sistema economico per incentivare gli investimenti e far riprendere l'economia. Altre misure di intervento furono la sospensione delle contrattazioni nelle piazze azionarie per impedire danni su scala mondiale e la proibizione, da parte delle commissioni di vigilanza delle piazze azionarie, delle vendite allo scoperto su titoli finanziari e assicurativi.

### La bancarotta di Lehman Brothers
Il fallimento di Lehman Brothers fu il più grande della storia degli Stati Uniti e fece precipitare nel panico le borse mondiali con effetti devastanti sull'intero sistema economico-finanziario. La bancarotta superò per grandezza quelle di gruppi come Worldcom o Enron.

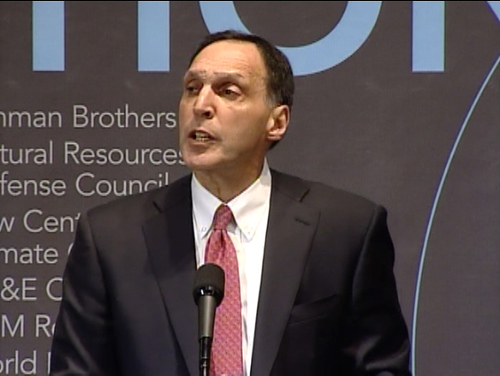
Dick Fuld, ultimo presidente del consiglio di amministrazione e CEO della Lehman Brothers. Secondo il TIME, Fuld è una delle 25 persone maggiormente responsabili della crisi finanziaria negli States; l'articolo della prestigiosa rivista è stato fortemente criticato dall'Huffington Post.

Prima che Lehman Brothers annunciasse bancarotta, Federal Reserve e governo degli Stati Uniti cercarono di pattuire l'acquisizione della banca d'affari da parte di Barclays o di Bank of America, che tuttavia opposero il loro rifiuto. Le agenzie di rating, nonostante la condizione di dissesto dell'istituto, mantennero rating più che discreti sul titolo Lehman Brothers fino a pochi giorni prima della bancarotta ("A" Standard & Poor's, "A2" Moody's, A+ Fitch).
La banca d'investimento non ricevette l'erogazione dei fondi statali né l'intervento di capitali esterni, venendo costretta a iniziare le procedure fallimentari il 15 settembre 2008 (facendo ricorso al "chapter 11") con un indebitamento di 613 miliardi di dollari. Lehman Brothers nel 2007 aveva chiuso i bilanci con ricavi di 19 miliardi di dollari e un utile netto di 4,19 miliardi. Solo il 10 settembre dell'anno successivo, cinque giorni prima del fallimento, alla fine del secondo trimestre, i ricavi del gruppo apparivano negativi per 2,9 miliardi di dollari, mentre gli utili per 3,9 miliardi. La causa del rapido tracollo furono i debiti contratti sui mutui ad alto rischio, le massicce svalutazioni dei titoli seguite al crollo del mercato immobiliare e le contemporanee esposizioni che il gruppo aveva accumulato nel mercato dei credit default swap. Come conseguenza immediata del fallimento, in una sola giornata le borse mondiali videro cancellati 1.200 miliardi di dollari di capitalizzazione.
Tra coloro che sono ritenuti tra i responsabili principali della bolla speculativa, molti hanno successivamente riassunto nuovi incarichi o non sono stati per nulla sottoposti al giudizio della magistratura americana. Tra questi figurano:
1. Richard Severin Fuld, amministratore delegato di Lehman Brothers, fallita il 16 settembre 2008, processato dal congresso,[31] iniziò in proprio una nuova attività.
2. Ralph Cioffi e Matthew Tannin, gestori di fondi della Bear Stearns, accusati di aver mentito ai propri clienti,[32] per tentare di contenere le perdite legate alle speculazioni dei subprime, vennero assolti dalle accuse il 10 novembre 2010.[33]
3. Angelo Mozilo,[34] amministratore delegato di Countrywide, accusato di aver nascosto l'entità delle perdite nel portafoglio immobiliare della sua società.[35]
4. Ken Lewis,[36] numero uno di Bank of America, accusato di aver ingannato i suoi azionisti e lo Stato sull'entità delle perdite della banca di investimento Merrill Lynch, che Bank of America acquisì nel 2008,[37] si collocò in quiescenza con una liquidazione di 50 milioni di dollari.
5. Lloyd Blankfein,[38] elemento di spicco di Goldman Sachs, dovette accettare una transazione record da 550 milioni di dollari che la banca versò il 16 aprile 2010 alla Sec[di che tipo di transazione si sta argomentando?] e una multa da 267 milioni di dollari inflitta dalla FSA britannica per non aver reso pubblica la notizia di essere sotto inchiesta da parte della stessa SEC.
6. Joseph Cassano, membro di Aig, la cui gestione sarebbe costata 180 miliardi di dollari ai contribuenti americani a causa delle manovre speculative che avrebbe attuato attraverso Credit default swaps che la divisione di Cassano aveva stipulato con eccessiva facilità.
7. John Thain, amministratore delegato di Merrill Lynch, accusato di aver lasciato l'istituto in uno Stato deficitario, venne nominato nel febbraio 2012 a capo di CIT Group.

### Intervento del Tesoro statunitense sul sistema bancario e finanziario

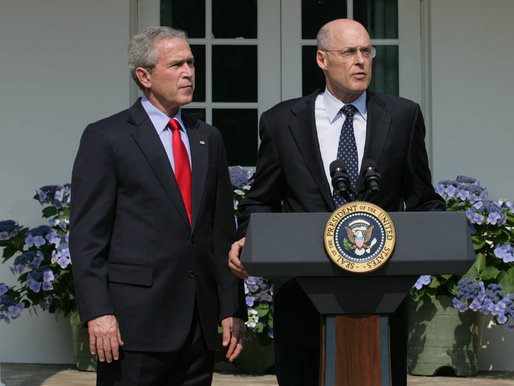
George W. Bush e Henry Paulson

L'aggravarsi della crisi spinse il Governo degli Stati Uniti a intervenire. Il segretario all'economia Henry Paulson patrocinò l'attuazione di un piano di salvataggio del sistema finanziario americano, approvato il 3 ottobre 2008 dal Congresso degli Stati Uniti, venendo in soccorso dei grandi istituti di credito e delle banche americane ridotte al rischio di fallimento.
Il cosiddetto Tarp (Troubled asset relief program) prevedeva un programma di interventi statali in più fasi nel cuore dell'economia Usa, ponendo fine al modello economico della Deregolazione reaganiana. I piani di nazionalizzazione e di intervento nel sistema economico americano ponevano fine a un'epoca in cui l'amministrazione americana, soprattutto negli anni Novanta, aveva esercitato pressioni sulle banche semipubbliche perché concedessero più credito ai ceti meno abbienti, alimentando le speranze del "sogno americano" e in una sostanziale continuità con le politiche della destra repubblicana, sulla scia del reaganismo.
Il piano di intervento, che all'inizio prevedeva una soglia nominale massima non superiore ai 700 miliardi di dollari, complessivamente ammontò a 7 700 miliardi di dollari. Tale liquidità fu immessa sul mercato bancario a tassi prossimi allo zero dalla Federal Reserve, a sostegno delle banche sia americane che europee (come Royal Bank of Scotland e UBS) durante il triennio 2007-2009. Istituti come Bear Stearns, quasi fallita, Freddie Mac e Fannie Mae, Merrill Lynch, AIG, Morgan Stanley, Citigroup, State Street e Wells Fargo giovarono dell'intervento del Tesoro americano e della Fed oppure vennero acquisite da altri gruppi bancari americani di maggiori proporzioni (Goldman Sachs, J.P. Morgan Chase, Bank of America), costituendo in questo modo forti posizioni di monopolio.
I 600 miliardi di asset tossici posseduti da Fannie Mae e Freddie Mac vennero acquisiti dalla Federal Reserve, impedendo il fallimento delle due banche. La decisione della Fed arrivò dopo un altro intervento in favore di Citigroup, beneficiaria dal dipartimento del Tesoro e dalla Federal Deposit Insurance Corporation di garanzie per 306 miliardi di dollari. Aig, allora la più grande compagnia assicurativa del mondo, già colpita dal giudizio negativo delle agenzie di rating, subì fortissime perdite economiche a causa della caduta del settore immobiliare e cadde in crisi di liquidità. Il 17 settembre 2008, il Federal Reserve System mise in atto una linea di credito, legata anche all'intervento di investitori privati, di 85 miliardi di dollari in favore di Aig in cambio di una quota del 79,9% del capitale della compagnia: fu il più importante salvataggio di una compagnia privata nella storia degli Stati Uniti. Il 9 ottobre 2008 la Fed attivò un ulteriore prestito da 37,8 miliardi di dollari in favore della compagnia.
Nel gennaio 2009, a otto giorni dalla nomina presidenziale, Barack Obama ottenne l'approvazione dell'American Recovery and Reinvestment Act, un pacchetto di stimoli all'economia da 1 000 miliardi di dollari in tre anni, per fronteggiare alla perdita di 500 000 posti di lavoro, a un balzo del tasso di disoccupazione fino al 6% ed un crollo del PIL pari al 5%. Nel dicembre 2009 fu varata la seconda manovra economica, dopo aver speso 787 miliardi di dollari nei primi dieci mesi. Obama annunciò che le banche destinatarie del Troubled Asset Relief Program di Bush avevano restituito al Tesoro gli aiuti di Stato ricevuti per l'acquisto dei "titoli tossici", e che un avanzo di cassa pari a 200 miliardi di dollari aveva permesso di finanziare la detassazione degli investimenti fino a 250 000 dollari, la proroga dei sussidi di disoccupazione, gli sgravi all'economia verde, la spesa pubblica in infrastrutture (ferrovie, ponti, strade, reti idriche), nonché gli incentivi alle opere di efficientamento energetico e di ristrutturazione edilizia.

## Gli effetti in Europa

### Gli interventi nel sistema bancario nel Regno Unito

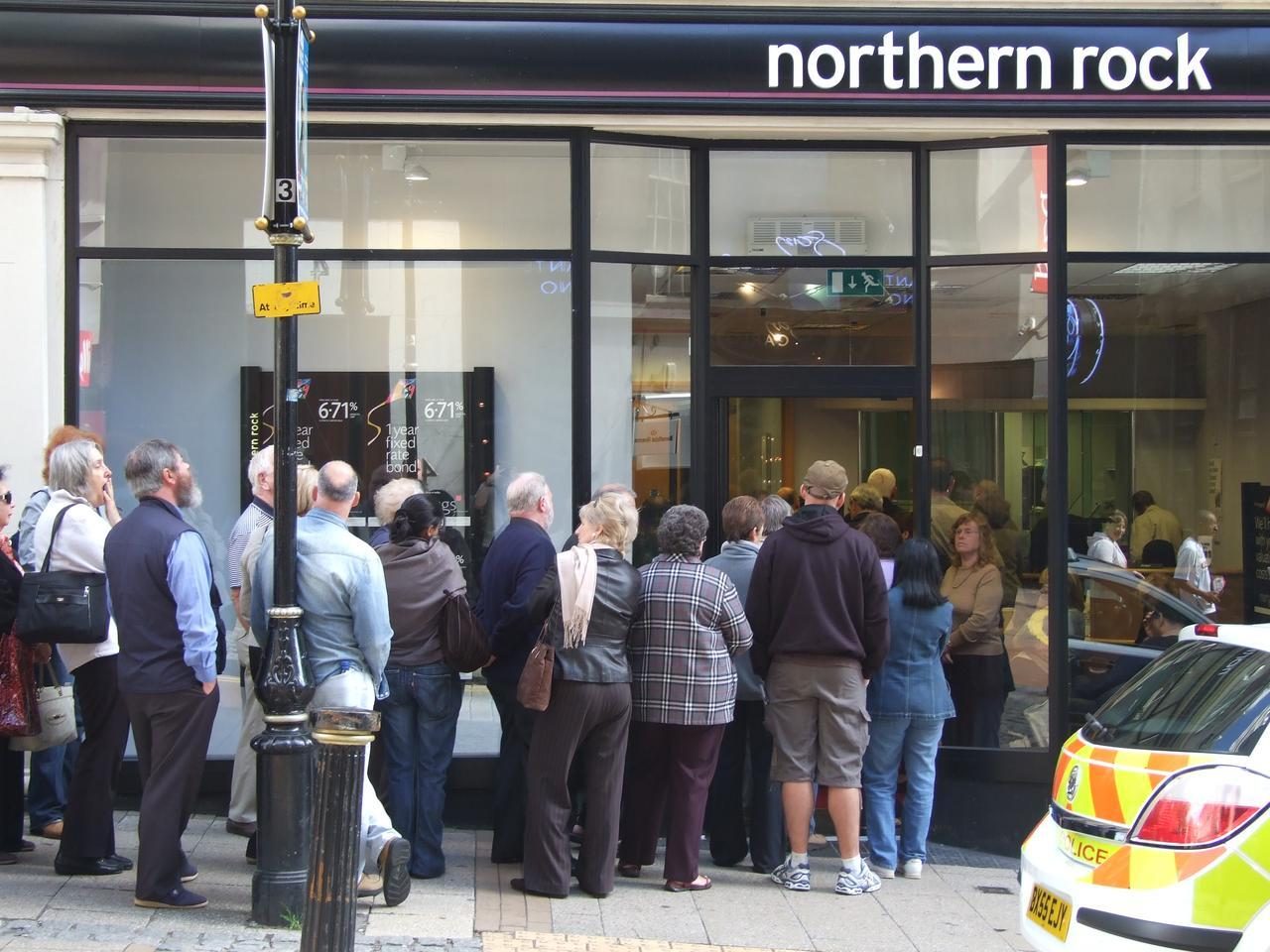
15 settembre 2007: file di risparmiatori davanti ad una sede della Northern Rock per ritirare i propri depositi

La generalizzata presenza nelle banche di asset "tossici" favorì l'allargamento della crisi, intaccando direttamente anche diversi paesi europei: le borse del vecchio continente accumularono sin dallo scoppio della crisi molteplici perdite. La crisi dei mutui toccò per prima la Northern Rock, quinto istituto di credito britannico, specializzato nei mutui immobiliari. A metà settembre del 2007, la diffusione della notizia che la banca non sarebbe stata in grado di ripagare i suoi clienti a causa dell'impossibilità di rifornirsi sul mercato interbancario, innescò il panico tra i risparmiatori che presero d'assalto gli sportelli nel tentativo di recuperare i propri depositi.
La Banca d'Inghilterra e l'FSA, l'ente che controlla il settore creditizio, diffusero proclami che invitavano alla calma i correntisti. Secondo i quotidiani britannici Northern Rock aveva continuato tuttavia a concedere ai clienti prestiti sino a cinque volte l'ammontare dei salari e fino al 125% del valore delle case, nonostante tutti gli avvertimenti sull'instabilità economica e il possibile crollo delle quotazioni degli immobili. La Banca centrale britannica procedette quindi alla nazionalizzazione dell'istituto impegnando circa 110 miliardi di sterline. L'intervento della Banca d'Inghilterra fu poi esteso all'intero sistema bancario, attraverso interventi di ricapitalizzazione e acquisti ingenti di bond a favore di vari istituti. La Bradford & Bingley venne anch'essa tratta in salvo e nazionalizzata, mentre vennero acquistate anche azioni di Hbos, Lloyds Tsb e Royal Bank of Scotland. Il governo inglese in alcuni casi ha acquisito il diritto alla nomina dei vertici e alla deliberazione di decisioni importanti per le banche beneficiarie, imponendo più severe regole di governance.

### Il salvataggio delle banche da parte dei governi europei
A beneficiare degli aiuti di stato sono stati anche altri due grandi gruppi finanziari: Dexia e Fortis. La prima, banca specializzata nei prestiti alle collettività locali, finanziandosi in gran parte a breve termine, vendendo obbligazioni agli investitori o indebitandosi verso altre banche, si trovò particolarmente esposta alla crisi del credito e al clima di sfiducia tra gli istituti finanziari non più disposti a prestarsi denaro tra loro. Il governo belga intervenne per primo iniettando liquidità per 3 miliardi di euro insieme agli azionisti belgi. Anche il governo francese, in parte attraverso Cdc, la Cassa Depositi transalpina a controllo statale, intervenne riservandosi una parte consistente del capitale della banca. Il Lussemburgo partecipò al piano di salvataggio con una relativamente piccola quota di capitale. Anche il gruppo bancario belga-olandese Fortis subì una parziale nazionalizzazione. Pesantemente danneggiata a fine settembre dal crollo della borsa, ricevette il soccorso dei governi di Belgio, Paesi Bassi e Lussemburgo. Il contributo più importante fu quello belga; di proporzioni inferiori quello del governo dei Paesi Bassi, mentre quello lussemburghese fu il più ridotto. Nel 2011 furono nazionalizzate banche irlandesi, nel 2013 i Paesi Bassi decisero la nazionalizzazione della Sns Bank, quarto istituto del Paese, i risparmi degli investitori che possedevano obbligazioni subordinate e azioni furono azzerati. Nel 2016 l'Ucraina, per salvaguardare il sistema nazionale finanziario, nazionalizza PrivatBank e nello stesso periodo l'Italia nazionalizza parzialmente il Monte dei Paschi di Siena.
La valutazione al ribasso delle stime sulla solidità di Hypo Real Estate e la conseguente richiesta di rifusione da parte dei creditori causò il rischio di tracollo dell'istituto tedesco. Guidata dal governo di Berlino, dalla Banca centrale tedesca e dalla BaFin, l'authority tedesca di controllo dei mercati finanziari, il piano di salvataggio della HRE fu il più grande della storia tedesca. Il governo tedesco intervenne anche su Sachsen Lb, West Lb e Ikb, optando per una strategia diretta ad assicurare la capitalizzazione di banche e compagnie assicurative e la garanzia sui titoli di nuova emissione. Altri piani di salvataggio vennero predisposti da Svezia, Danimarca, Portogallo, Grecia e Paesi Bassi.
Gli aiuti effettivamente erogati dai governi alle banche dei rispettivi sistemi nazionali furono 1 240 miliardi di euro (10,5% del PIL Ue), per la maggior parte elargiti in forma di garanzie (757 miliardi), la restante parte attraverso ricapitalizzazioni (303 miliardi), gestione di titoli (104 miliardi) e linee di credito (77 miliardi). I tre maggiori mercati bancari europei beneficiati dagli aiuti furono quelli di Germania, Francia e Gran Bretagna. Ai dieci maggiori istituti di credito europei furono destinati 620 miliardi, mentre le successive venti banche ricevettero il 25% del totale. Tra i maggiori dieci istituti figuravano: Rbs, Hypo, Lloyds Bank con oltre 74 miliardi, Dexia, Fortis e Anglo Irish con quasi 50 miliardi ciascuna, HSH Nordbank, Allied Irish, Ing e Crédit Agricole con circa 25 ciascuno. Gli ultimi due hanno in parte restituito i capitali incassati. In totale è stato calcolato che il costo dei salvataggi bancari nel mondo produsse un aumento del debito consolidato dei paesi del G7 (dove era compresa anche l'Italia) di 18 000 miliardi di dollari, fino a un livello di indebitamento mai toccato di 140 000 miliardi. Dell'ammontare totale dei 18 000 miliardi, 5 000 miliardi furono il prodotto dell'azione delle banche centrali del G7 (ossia Fed, Banca del Giappone, Banca d'Inghilterra e BCE).

## Negli altri Stati del mondo

### L'influenza sull'economia reale
Complessivamente, nella prima metà del 2008 si assistette a un rallentamento deciso delle principali economie del pianeta e all'aumento repentino dell'inflazione, che sarebbe stata spinta dall'aumento dei prezzi delle commodity, anche se altri studi affermano che i prezzi più elevati delle materie prime non avrebbero generato ripercussioni consistenti sull'inflazione. La parte finale dell'anno vide il manifestarsi di una pesante recessione, seguita all'aggravarsi dopo l'estate della crisi finanziaria e creditizia. Sintomo della grave situazione di crisi l'abbassamento in picchiata dei prezzi delle materie prime e del greggio, che scese fino a toccare i 40 dollari al barile (WTI e Brent). Il fallimento di Lehman Brothers e l'aggravarsi della crisi finanziaria e economica, spinse le principali banche centrali, tra cui la BCE e la FED (dopo aver in estate scelto di non operare ribassi dei tassi d'interesse per contrastare l'alta inflazione) a intervenire riducendo i tassi di sconto e immettendo grosse dosi di liquidità a sostegno del sistema bancario al fine di evitare una crisi del credito, come non era mai stato fatto dai tempi del dopoguerra.

### Le ripercussioni

Crescita del prezzo del Brent tra il 1987 e il 2016. Si noti il crollo seguito alla recessione iniziata nel 2008.

La bolla immobiliare americana ed il successivo fallimento di Lehman Brothers provocarono ripercussioni economiche a livello mondiale. La produzione industriale in Europa a partire dall'autunno del 2008 calò bruscamente, per ridursi ulteriormente l'anno successivo con una pesante recessione che colpì l'intero mondo occidentale, mentre le economie emergenti (Cina, India, Brasile) accusarono solo lievi o poco consistenti flessioni del Pil. Il rapido contagio tra le economie del pianeta mise a nudo un'evidente dipendenza dei modelli di sviluppo dal commercio estero. In America Latina la crescita si attestò al 4,6 rispetto al 5,8% del 2007; i paesi più colpiti furono quelli dell'America centrale, esportatori di materie prime. L'economia cinese vide ridotta la crescita dal 13 al 9% con una riduzione dell'export, mentre i consumi privati mantennero un buon livello. L'India crebbe invece del 7,3 rispetto al 9,3% del 2007. Anche l'Europa orientale, che pure aveva sperimentati tassi di crescita sostenuti, conobbe grosse difficoltà legate soprattutto alla frenata della domanda della Germania, maggior partner delle economie della zona. Particolarmente colpiti furono i paesi dell'area baltica, penalizzati dal blocco improvviso del credito che aveva eccitato i consumi di famiglie e incentivato gli investimenti. La Russia mantenne invece un dinamismo costante con uno sviluppo complessivo nel 2008 del 5,6%, venendo penalizzata soprattutto nella seconda parte dell'anno dalla caduta del prezzo del petrolio e dalla svalutazione del rublo.
Altri paesi soffrirono gravi effetti immediati dall'esplosione della crisi finanziaria americana: la Danimarca entrò in recessione (sei mesi consecutivi di crescita economica negativa) nel primo trimestre del 2008, colpita soprattutto dalla crisi del mercato degli immobili e dalle difficoltà nel settore bancario che porteranno al fallimento di 11 istituti di credito. Nel periodo luglio-settembre del 2008, l'insieme delle economie dell'eurozona si contrasse dello 0,2%, mentre nel quarto trimestre si toccò la cifra dell'1,6%. La produzione industriale dell'area euro evidenziò nei mesi conclusivi del 2008 una riduzione del quasi 3%; particolarmente colpita fu la produzione manifatturiera tedesca. Ancor peggio l'Islanda, la cui fragile economia fu messa in crisi dal fallimento quasi contemporaneo delle tre maggiori banche del paese e da una massiccia svalutazione della corona, accompagnata a tassi di disoccupazione e inflazione a due cifre. L'Islanda aveva ricevuto il sostegno finanziario del Fondo Monetario Internazionale (FMI), di stati europei e degli USA, ma il presidente islandese, Ólafur Ragnar Grímsson, pose un netto rifiuto all'accordo con Gran Bretagna e Paesi Bassi per rimborsare 4 miliardi ai circa trecentomila risparmiatori della banca Icesave, controllata da Landsbanki e fallita nel 2008, determinando un forte raffreddamento delle relazioni con i due stati.
Se fino ai mesi estivi le prospettive di espansione economica non sembravano compromesse, alla fine dell'estate l'allargamento della crisi creditizia si fece più marcato e più profonda si avvertì la recessione. Il Pil degli Stati Uniti sul finire dell'anno, nel quarto trimestre, si contrasse del 6,3% (su base congiunturale), mentre la produzione industriale si ridusse complessivamente nel 2008 del 2,2% e la disoccupazione passò dal 4,9 al 7,2. Segnali ugualmente negativi si ebbero per i prezzi al consumo e quelli del mercato immobiliare, che raggiunse livelli minimi mai raggiunti. Nel periodo ottobre-dicembre il Pil del Giappone, sebbene la sua economia fosse meno esposta rispetto alle turbolenze del settore finanziario, si ridusse del 3,2%; a fine anno il saldo della bilancia dei pagamenti fu negativo per la prima volta dal 1996. Anche il Regno Unito, ugualmente esposto alla crisi del settore immobiliare e bancario come gli Stati Uniti, risentì di un forte rallentamento dell'economia con una crescita nel 2008 dello 0,7% rispetto al 3% dell'anno precedente.

## La crisi mondiale del 2009

Variazioni del Prodotto interno lordo nella recessione del 2009

Nel 2009 l'economia mondiale risentì pienamente degli effetti della crisi finanziaria originatasi negli Stati Uniti e acuitasi nell'ultima parte del 2008. Radicale fu la contrazione dell'attività economica in tutti i principali paesi del mondo, raggiungendo il punto di massima contrazione nel primo trimestre dell'anno, tanto che quella del 2009 è stata considerata come la peggiore recessione dal 1929. La crisi generalizzata determinò un aumento verticale della disoccupazione che compresse la capacità di spesa delle famiglie, favorì la propensione al risparmio, indebolendo la domanda aggregata. Nell'aprile 2009, per la prima volta in Europa,
il tasso di disoccupazione maschile superò quello femminile, mentre la disoccupazione giovanile (al di sotto di 25 anni), subì fortemente le conseguenze della fase recessiva, con una crescita costante che raggiunse il 18,7% ad aprile 2009.
In Europa la recessione determinò effetti profondamente negativi con forti riduzioni di Pil in Irlanda (-5,0%), nel Regno Unito (-2,8%), e in Germania (-2,3%), Paesi Bassi e Spagna (-2,0%), Belgio (-1,9%), Italia (-3,1%), Francia (-1,8%). Solo la Slovacchia, appena entrata nell'euro, registrò ancora una crescita significativa (2,7%), ma comunque in netta frenata rispetto alla stima del 2008 (7,1%) e il 10,4% dell'anno precedente. Dati ancora peggiori si registrarono nell'Europa dell’est, dove la crescita a cavallo tra metà 2008 e 2009 accusò sensibili cali: Lettonia (-6,9%), Estonia (-4,7%), Lituania (-4,0%), Polonia (-2,0%). L'inflazione dell'eurozona, nel periodo tra il maggio 2008 e 2009 rimase invece stazionaria per la politica di contenimento adottata dalla BCE diretta da Jean-Claude Trichet.

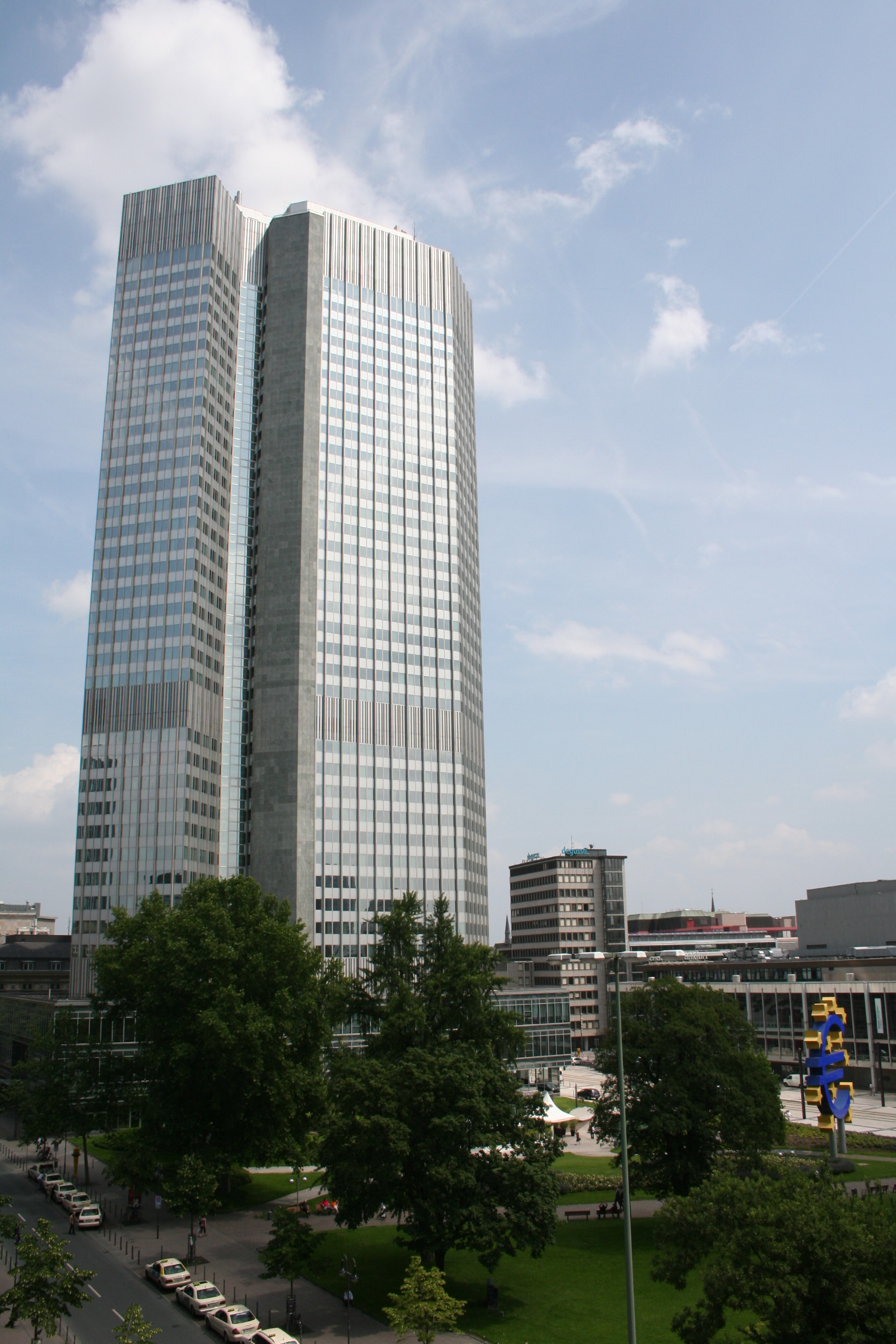
La sede della Banca centrale europea, comunemente chiamata "Euro Tower" a Francoforte

Le difficoltà della ripresa furono determinate anche da una troppo fragile condizione del sistema creditizio, appesantito dalle conseguenze della crisi di fiducia dei mesi precedenti. L'export delle economie meno sviluppate, risultato della riduzione del prodotto e dei consumi nei paesi più avanzati, segnò una brusca riduzione, nell'ordine del 12,3%. L'interscambio ha poi iniziato a riattivarsi nei mesi estivi del 2009. Il segno di una ripresa, già in corso nel 2009, fu il rialzo deciso dei costi delle materie prime (nel 2009 quelle industriali del 27%, quelle alimentari del 15%), la cui discesa era stata più alta per quelle industriali che per quelle alimentari. Essa fu però più decisa nelle economie emergenti e più stentata in quelle avanzate; più dinamica apparve la ripresa degli Stati Uniti in confronto all'Europa, dove la minore consistenza delle misure adottate per l'uscita dalla crisi e una maggiore tutela a beneficio dell'occupazione hanno comportato più alti costi a carico delle imprese, non in grado di attuare sin dall'inizio dei piani di riconversione. Da poco più di 40 dollari a barile, il prezzo del Brent, il greggio di riferimento per i mercati europei, è salito fino ai 70 dollari in giugno. A partire da ottobre, le quotazioni del petrolio hanno fluttuato all'interno di un andamento compreso tra i 70 e gli 80 dollari a barile.
Nella prima parte del 2009 la Banca Centrale Europea proseguì la fase di ribassi dei tassi di interesse ufficiali che aveva iniziato nell'ottobre dell'anno precedente. L'istituto centrale continuò inoltre ad attuare interventi "non convenzionali", introdotti nell'ottobre del 2008, finalizzati a favorire il funzionamento del mercato interbancario, a sostenere i bilanci delle banche e ad allentare le condizioni di finanziamento al settore privato e promuovere l'ulteriore riduzione degli spread nel mercato monetario e ad incoraggiare l'attività di prestito delle banche alle imprese ed alle famiglie. A fine anno, nella riunione del 3 dicembre 2009, il consiglio direttivo della BCE decise, in seguito ai miglioramenti delle condizioni reali e finanziarie, di avviare sin dall'inizio del 2010 un graduale rientro dalle misure non convenzionali.
L'andamento dei mercati azionari e obbligazionari manifestò un miglioramento delle prospettive economiche a partire dal secondo trimestre del 2009. Nel primo trimestre dell'anno era proseguita la discesa delle quotazioni azionarie che aveva avuto inizio alla fine del 2007. A partire dal secondo trimestre del 2009, invece, le condizioni dei mercati finanziari subirono un significativo miglioramento, stabilizzandosi negli ultimi tre mesi dell'anno.

### La parziale ripresa economica nel biennio 2010-2011
Nel corso del 2009 la caduta dell'economia negli Stati Uniti, dopo aver raggiunto il picco negativo nel primo trimestre, periodo in cui il PIL si fletté del 6,4%, ha in seguito evidenziato una decisa risalita, tanto da far registrare una variazione positiva del 5,6% negli ultimi tre mesi dell'anno. Nel primo trimestre del 2010 si verificò un aumento di prodotto interno lordo del 2,2%, favorito soprattutto dall'aumento dei consumi e dall'accumulo di scorte; sul fronte dell'occupazione, la percentuale dei senza lavoro non accusò miglioramenti, rimanendo nel 1º trimestre pari al 9,7% (15 milioni di disoccupati). Positivi si registrarono i contributi delle esportazioni nette (1,1 punti percentuali) e della spesa pubblica, beneficiata dagli effetti della manovra di 787 miliardi di dollari fortemente espansiva approvata dal Governo degli Stati Uniti guidato da Barack Obama. Anche l'eurozona dopo aver seguito un andamento negativo nella prima parte dell'anno, tornò a percentuali di sviluppo positive nel 3º trimestre, non registrando alcuna variazione nel trimestre successivo. Tra i paesi avanzati il Giappone risentì maggiormente del ciclo economico negativo internazionale. Le economie emergenti dell'Asia, dopo essere state colpite duramente nella prima parte dell'anno, tornarono a evidenziare un'accelerazione grazie soprattutto alla ripresa cinese, che guidò il recupero degli scambi commerciali. Singapore e Taiwan evidenziarono un calo particolarmente accentuato, con una caduta dell'export tendenzialmente superiore al 9%. Nel secondo trimestre Indonesia, Singapore, Taiwan e Hong Kong subirono anch'esse contrazioni in termini di Pil. La Cina riuscì a limitare le conseguenze congiunturali attestandosi su una crescita dell'8,7%, dopo aver toccato nel primo trimestre dell'anno il tasso di crescita minimo dal 1990 (6,1%).
Dopo una dura contrazione del pil e del commercio mondiali nei primi due trimestri del 2009, a partire dal terzo trimestre si verificarono segnali di ripresa economica (crescita del commercio mondiale del 12,4% nel 2010 rispetto al 10,9 del 2009). Complessivamente nel 2010 il pil mondiale crebbe del 5%, pur distribuendosi in maniera molto eterogenea nelle diverse aree del pianeta (più stentata in Europa, ad eccezione della Germania, più dinamica in USA e Giappone). Si registrò mediamente una sostenuta ripresa nei paesi sviluppati, ed un'ancor più forte nei paesi emergenti, dove le economie mostrarono un rapido e deciso recupero (Cina e India in media del 10%). Questa fase di recupero si trascinò, sebbene subendo un certo rallentamento (il PIL Usa 2011 ebbe una crescita dell'1,7%, valore minore rispetto a quello del 2010 del 3%) nel 2011, per arrestarsi verso fine dello stesso anno (terzo e quarto trimestre), a partire dal quale si accusò un calo deciso delle economie, con sensibili riduzioni del pil. Il pil italiano in particolare, dopo la crescita del primo e secondo trimestre 2011, calò per un intero semestre, proseguendo nella discesa anche per l'intero 2012 ed il 2013, documentando lo stato di recessione dell'economia del paese.

### L'incostanza nel 2012
I rischi per l'economia mondiale, pur rimanendo alti, si attenuarono a seguito dell'accordo raggiunto negli Stati Uniti per evitare il baratro fiscale, dell'allentamento delle tensioni finanziarie nell'area dell'euro e del miglioramento delle prospettive nei paesi emergenti (vd. BRICS), che pure andranno incontro a un rallentamento del tasso di crescita (a causa dell'impatto negativo della congiuntura internazionale). Nella seconda metà del 2012 la dinamica dell'economia globale rimase debole e le stime di crescita del commercio internazionale erano riviste al ribasso. Nell'area dell'euro l'attività economica continuò a perdere vigore nell'ultimo trimestre del 2012. Le conseguenze delle tensioni finanziarie su alcuni paesi dell'area (Italia, Spagna, Portogallo, Grecia, Irlanda) e gli effetti del consolidamento dei bilanci pubblici si ripercuotevano sulle economie ritenute più solide (Germania e Francia), pur riducendosi i rendimenti dei titoli di stato nei paesi maggiormente interessati dalle tensioni (ma mantenendosi elevati i divari nei tassi bancari attivi). A questi sviluppi favorevoli contribuivano, seppure in minima misura, gli effetti dell'annuncio, in estate, del piano Outright Monetary Transactions da parte della BCE, la decisione dell'Eurogruppo in novembre di rinnovare i prestiti alla Grecia e il miglioramento, seppur lieve (nonostante il persistere di pesanti squilibri tra paesi del nord e del sud Europa), dei saldi del sistema Target 2.
Complessivamente si registrava una disparità della ripresa tra alcuni paesi occidentali, in particolare Regno Unito, Stati Uniti e Giappone, e l'area euro la cui la crescita invece mostrava un tasso negativo: in Francia e Germania la produzione industriale declinava, mentre nei paesi dell'Europa meridionale si evidenziavano pesanti segnali di stagnazione. La riduzione dell'inflazione (a dicembre al 2,2) e la decelerazione dei prezzi al consumo (a causa della debolezza della domanda e delle minori pressioni dal lato dei costi) evidenziava l'aggravarsi della condizione di deflazione e recessione (non attenuate neppure da un sostegno della maggiore erogazione del credito bancario, che appariva viepiù in contrazione).

### Le nuove crisi in Brasile e Venezuela e la ripresa
Le stime preliminari della crescita del PIL del quarto trimestre 2011 certificavano che l'economia europea era entrata in recessione (dopo due contrazioni congiunturali consecutive). Per la Germania, il quarto trimestre 2011 mostrò segnali di crisi, mentre solo la Francia, in controtendenza rispetto agli altri grandi paesi europei, continuava a mostrare una crescita del Pil moderatamente positiva anche nel quarto trimestre. Italia, Spagna, Portogallo e Grecia apparivano invece già in recessione, come anche Belgio e Paesi Bassi. L'Italia presentò il dato peggiore di tutti i paesi, fatta esclusione della Grecia, destinata assieme al Portogallo ad essere fanalino del continente.
Nel primo trimestre 2012 in termini congiunturali il Pil aumentava in Giappone, negli Stati Uniti e in Germania, mentre si manteneva stazionario in Francia e diminuiva in Italia e Regno Unito. Nei mesi successivi, in termini congiunturali il quadro non mutava: il prodotto interno lordo registrava un incremento in Giappone, negli Stati Uniti e in Germania, mentre diminuiva nel Regno Unito e rimaneva stabile in Francia, collocandosi a livello stazionario rispetto al 2011 su scala europea. Particolarmente colpite dalla crisi del settore industriale Italia, Spagna, Portogallo e Grecia, con sensibili riduzioni degli ordinativi e perdita di interi settori produttivi, cali profondi del pil che annullavano gli effetti della ripresa a cavallo tra 2009 e 2010, e aggravamento della disoccupazione, specie giovanile. Secondo le stime dell'Ocse nell'insieme il Pil aggregato del G7 per il 2012 si incrementava dell'1,4%, ma in maniera molto difforme: se la Germania accumulava una crescita dello 0,8, la Francia non registrava alcun aumento, la Gran Bretagna subiva un calo dello 0,7%, mentre USA e Giappone crescevano del 2,3 e del 2,2. Se il Pil europeo rimaneva fermo, il Pil mondiale si portava invece sul 3,5, con un forte timore del blocco della domanda aggregata mondiale a causa delle previsioni negative per le economie emergenti. Per la seconda volta nel giro di tre anni, la zona euro entrava così in recessione: dopo aver registrato una crescita nulla nel corso dei primi tre mesi del 2012, i due trimestri successivi mostravano una passività complessiva (rispettivamente, -0,1% e -0,2%). A differenza di Italia e Spagna, il Pil di Germania e Francia rimaneva leggermente superiore allo zero.
Il rallentamento economico riguardava anche le economie dei BRICS, con una crescita attestata sui 3 punti percentuali per quanto attiene al Brasile, e uno sviluppo rispettivamente del 7,5, del 6,6 e del 4, relativamente a Cina, India e Russia. A ciò va aggiunto che i costi del greggio di qualità Brent apparivano instabili (con una discesa dei prezzi arrestatasi solo a novembre, a fronte di un picco raggiunto a marzo), a causa dal peggioramento del quadro congiunturale globale, dalle politiche espansive delle banche centrali (che provocavano un aumento della domanda e delle quotazioni dell'oro), e del persistere di tensioni di natura geopolitica sull'offerta (guerra civile siriana e libica, problemi produttivi nel Mare del Nord, minaccia di attacco israeliano all'Iran). All'interno di questo quadro, la Cina, dopo aver commerciato in yuan con Giappone e Iran lo scorso giugno, il 6 settembre 2012 decise di pagare le forniture di greggio provenienti dalla Russia con la propria valuta senza ricorrere al dollaro.

## Crisi dei debiti sovrani europei
La crisi economica apparve ulteriormente aggravata dalla crisi dei debiti pubblici di alcuni stati europei (Grecia, Irlanda, Spagna, Portogallo, Italia, Cipro, Slovenia), i cui piani di salvataggio finanziario (erogati dalla cosiddetta troika) furono volti a scongiurare il rischio di insolvenza sovrana (default), con effetti che si rivelarono tuttavia ulteriormente recessivi per l'economia reale. Questi piani furono subordinati all'accettazione di misure di politica di bilancio restrittive sui conti pubblici (austerità) basate su riduzioni di spesa pubblica e aumenti delle imposte.
Tali ricette sono state pesantemente messe in discussione, da una parte del mondo accademico internazionale (specie di formazione keynesiana), come una delle cause dell'aggravarsi dello stato di crisi che, soprattutto all'interno dell'Eurozona, appariva amplificato dall'attuazione di pesanti misure di austerità (rese necessarie dall'adozione dell'euro con cambio fisso che non consente eccessivi squilibri nel conto delle partite correnti tra gli stati aderenti). Altri esponenti accademici, di cultura liberista, ritengono invece tali misure come necessarie per evitare l'esplosione del debito pubblico e il rischio di default.

### Crisi greca

Crescita del debito pubblico greco tra il 1999 e il 2012 nel confronto con gli altri paesi della zona dell'euro

La Grecia, nella prima parte del 2009, sembrava avere attraversato la fase di crisi internazionale in maniera relativamente meno negativa, supportata dalla capacità di resistenza delle sue esportazioni e da consistenti aumenti salariali. Negli anni precedenti la Grecia aveva conosciuto uno sviluppo economico sostenuto (fino alla recessione del 2008 nel 2006 il pil cresceva del 5,6%, nel 2007 del 4,28%). Nell'ultima parte del 2009 la situazione però peggiorò drasticamente (il PIL nel 2009 calò del 2,04%).
A ottobre il nuovo governo a guida socialista di Giōrgos Papandreou rese noto che il deficit di bilancio nel 2009 avrebbe raggiunto il 12,7% del Pil: più del triplo di quanto previsto dall'amministrazione precedente. Il governo Karamanlis aveva nascosto un buco di bilancio nei conti di Atene sconosciuto alle autorità europee. Gli effetti di tale annuncio, avvenuto in concomitanza con la crisi del settore immobiliare a Dubai e l'avvio della discussione su una futura exit strategy da parte della BCE, si concretizzarono nel declassamento dell'affidabilità finanziaria della Grecia sul suo debito da parte delle maggiori agenzie di rating, suscitando forti preoccupazioni circa la possibilità di default della Grecia.
Il governo Papandreou sceglie una linea di intervento che punta ad attuare una serie di tagli della spesa pubblica insieme a provvedimenti profondamente impopolari, stridenti peraltro con il suo programma politico. La diffusione della reale situazione economica delle Grecia gettò l'allarme sui mercati finanziari. Il 16 dicembre 2009 Standard & Poor’s tagliò il rating sul debito di Atene a BBB+; dopo pochi mesi, il 27 aprile, la stessa agenzia opererà taglio di rating sul debito greco di altri tre livelli declassandolo a BB+, ossia al livello dititolo spazzatura. Emerse, a giudizio degli osservatori, il rischio di un "contagio" che toccasse anche altri stati della periferia europea come Portogallo, Spagna, Italia e Irlanda.
Il segno della debolezza dell'UE risiedeva nell'assenza di un meccanismo che consentisse agli organismi europei di difendere i propri membri più fragili in caso di crisi gravi. Papandreou promise un rientro al 3% del rapporto tra disavanzo pubblico annuale e PIL (entro i parametri di Maastricht) in quattro anni. Tuttavia la scoperta di un debito pubblico superiore al 120% del Pil, con un deficit intorno al 13%, un'economia sommersa pari a un quarto del PIL e la corruzione ammontante a 20 miliardi di euro l'anno, mise in discussione le rassicurazioni del governo greco, difficilmente in grado di riequilibrare autonomamente il bilancio dello Stato. Nei mesi successivi la Grecia sarebbe stata costretta a operare nuovi tagli decisi del deficit statale ed approvare pesanti interventi di riduzione della spesa statale, venendo obbligata dalle continue emergenze di liquidità ad essere rifinanziata con nuovi piani di concessione di credito da parte di FMI, Commissione europea e BCE (designati nel gergo giornalistico "troika").
Il 5 luglio 2015 il popolo greco viene chiamato ad esprimersi tramite referendum sull'accettare o meno il piano proposto dai creditori internazionali. Dopo la vittoria del "NO" (61,3%), il premier Tsipras sceglie di continuare a trattare per la permanenza della Grecia nell'area Euro. Ma il referendum ha scosso la fiducia dei Paesi creditori: l'accordo raggiunto in extremis tra le parti è durissimo, e costringe la Grecia a sottostare a maggiori controlli.

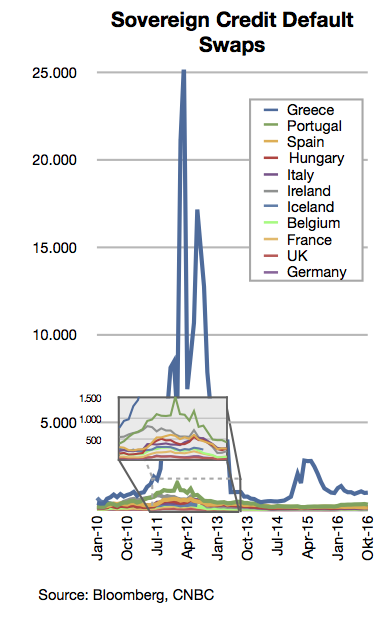
Prezzi dei Credit default swap di alcuni paesi europei da 2010 al 2016.

Il 2 maggio 2010 venne varato un finanziamento da 110 miliardi di euro, in cambio di forti interventi di austerità da parte del governo greco, appoggiato dall'Unione Europea e dal Fondo Monetario Internazionale dopo che l'euro era già sceso sotto un cambio di 1,3 contro il dollaro. Dopo un venerdì terribile, l'8 maggio, i vertici Ecofin annunciarono il lunedì successivo la creazione di un fondo europeo da circa 750 miliardi di euro per il sostegno dell'Eurozona. Il piano prevedeva, per la prima volta nella storia dell'Europa, prestiti bilaterali dagli Stati della zona euro per 440 miliardi, 60 di fondi del bilancio Ue e fino a 250 miliardi di contributi prestati dal FMI (pari a un terzo del totale), nonché la possibilità (mai avvenuta in passato) di intervento della BCE, in grado agire sul mercato secondario dei titoli di stato acquistando obbligazioni pubbliche.
Il crollo degli indici borsistici della seduta dell'8 maggio aveva mostrato come il caso della Grecia pesasse sul futuro stesso della tenuta dell'unione monetaria europea. I dubbi del governo di Berlino e i timori di un allargamento del "contagio" ad altri stati periferici come il Portogallo, la Spagna, l'Irlanda e, dopo che la si era ritenuta inattaccabile, anche l'Italia finirono per generare il panico nei mercati. Sui mercati obbligazionari e su quelli dei credit default swap, polizze assicurative contro il default degli stati, spesso strumento della speculazione divenuto riferimento per la fissazione dei rendimenti, e la crescita dei tassi d'interesse chiesti dagli investitori in titoli statali, dimostrò l'allargamento della crisi all'intera eurozona.
Presto, l'inefficacia dei piani di austerità e la profonda crisi dell'economia del paese (il debito in rapporto al Pil salì rapidamente al 160%), indussero l'Institute of international finance (IIF), la BCE e l'UE ad avviare complesse trattative per la ristrutturazione (riduzione) del debito greco, decidendo il coinvolgimento del settore privato (banche, fondi d’investimento, fondi pensioni e hedge fund), ormai anche disposto a un severo "haircut" (taglio) dei bond greci impossibili da rimborsare per le finanze elleniche, di cui larghe posseditrici apparivano numerose banche francesi e tedesche. Il 26 ottobre 2011 si decise un abbattimento forfettario del debito del 50% a carico dei creditori privati. Alla vigilia del vertice del G20 convocato a Cannes per il 3 e 4 novembre Papandreou rese nota la volontà da parte sua di indire un referendum sull'accordo europeo per il salvataggio del paese. Pochi giorni prima lo stesso Papandreou aveva operato la sostituzione improvvisa dei vertici delle forze armate, secondo alcuni, nel timore di possibili golpe. La diffusione della notizia del referendum portò a un'ondata di vendite sul mercato borsistico. Pochi giorni dopo il premier greco rassegnerà le dimissioni, venendo sostituito da un ex membro della Bce, Lucas Papademos, sostenuto da una maggioranza parlamentare trasversale.

Rating S&P (giudizio di affidabilità finanziaria) dei paesi europei a giugno 2016.

Le trattative per l'abbattimento del debito (o per un "default controllato", come è stato definito) proseguirono per diversi mesi e tra difficoltà, innescando timori sulle borse, soprattutto per la possibilità che il taglio del debito potesse non essere sufficiente ad evitare l'insolvenza delle casse greche; inoltre nuove misure economiche e riforme vennero richieste, soprattutto dalla Germania, al governo Papademos a condizione dell'ottenimento di un secondo piano di assistenza finanziaria, approvate in definitiva dal parlamento greco a febbraio 2012 (con tagli dei salari minimi e messa in mobilità di 15 000 statali). Nella notte del 21 febbraio infine, l'Eurogruppo, raggiunto un accordo con I'IIF per un taglio del valore nominale dei titoli greci del 53,5% (che saliva in termini reali a un valore vicino al 75%) e di una riduzione del debito greco di circa 100 miliardi, concesse con riserva un prestito di 130 miliardi alla Grecia evitandone l'insolvenza.
Lo Stato greco in cambio fu costretto ad accettare un controllo più stringente dei bilanci da parte della Troika (UE, BCE, FMI), con il rafforzamento della missione dei contabili della Commissione e del Fondo monetario presso Atene. L'operazione di finanziamento venne confermata con l'adesione allo swap da parte dei creditori (nella misura del 95%) il 9 marzo.

### Crisi spagnola
In Spagna la crisi è stata generata dai prestiti a lungo termine, l'esplosione del mercato immobiliare che ha incluso anche la bancarotta di grandi società, e un grave incremento della disoccupazione che ha raggiunto il 21,4% nell'ottobre 2014.

### Crisi portoghese

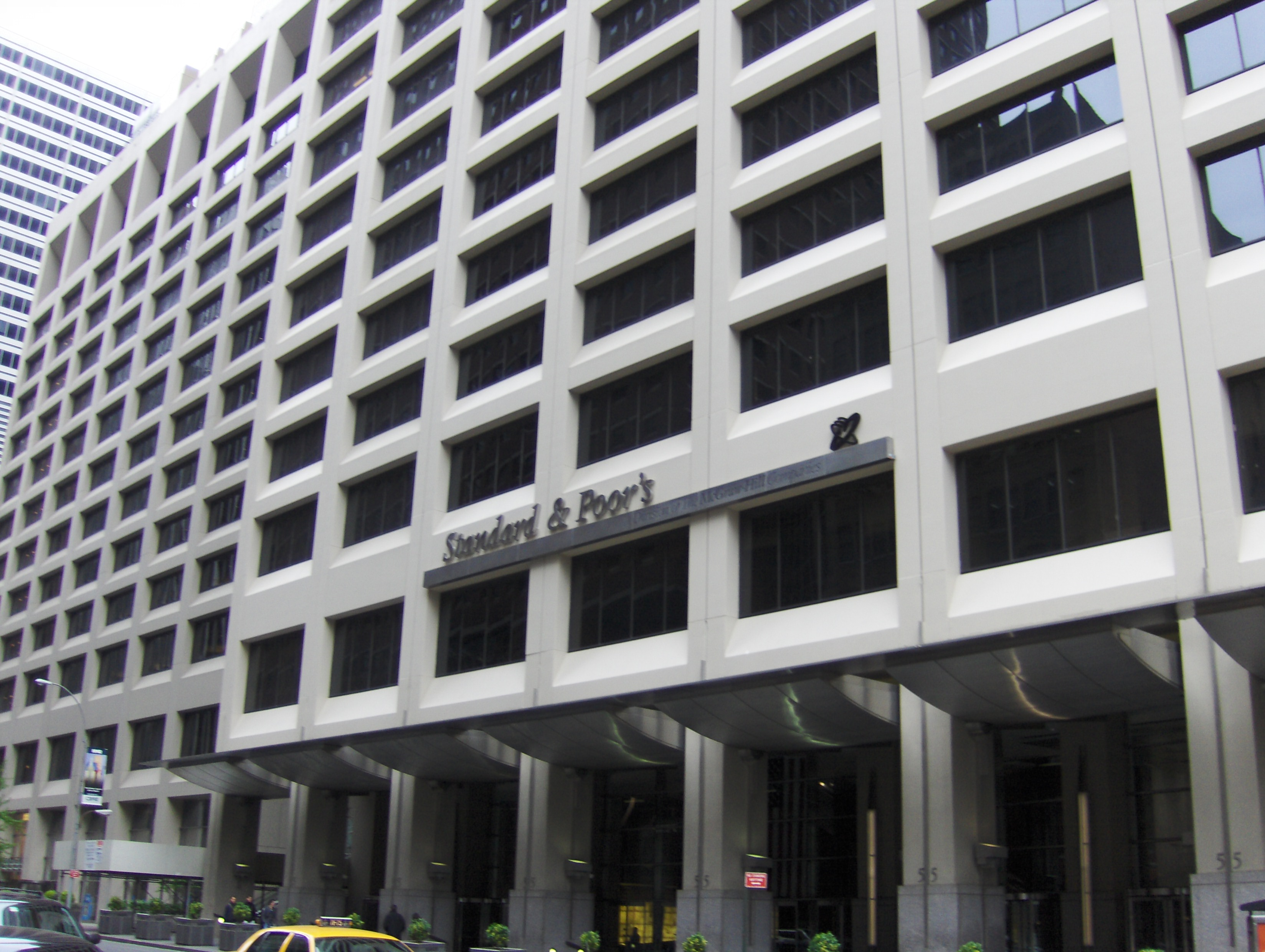
Sede centrale di Standard & Poor's a Manhattan

A inizio aprile 2010 le banche portoghesi danno l'annuncio di non essere in grado di acquistare in asta i titoli del debito pubblico portoghese, destando la sorpresa del mercato. L'esito, anch'esso molto anomalo, dell'asta dei titoli di stato a breve termine portoghesi il 6 aprile 2011, con i T-bill a scadenza semestrale e annuale, assegnati con tassi in forte rialzo rispetto alle emissioni precedenti costituì il campanello d'allarme per l'imminente crisi di liquidità dello Stato portoghese. Il Portogallo stava scontando la condizione di tassi di crescita economica molto lievi, dovuti all'erosione continua di competitività, di salari troppo alti rispetto alla produttività, di infrastrutture inadeguate o insufficienti, istruzione inadeguata e scarsa razionalizzazione della spesa pubblica. L'assenza di sviluppo si combinò con un gettito fiscale insufficiente, fattori che inseriti nel contesto di una crisi di fiducia degli investitori condussero rapidamente il Portogallo ad essere incapace di rifinanziarsi sul mercato e di onorare il debito già contratto. Nel marzo 2011 il premier José Sócrates era stato costretto alle dimissioni in seguito alla bocciatura in aula delle misure di austerità (quarta manovra economica in ordine di tempo).
Dopo aver fatto richiesta ufficiale di aiuti per 80 miliardi di euro, l'eurogruppo approvò il piano di salvataggio del Portogallo, concesso a condizione che il parlamento approvasse il risanamento di bilancio. L'intervento, dell'ammontare complessivo di 80 miliardi, fu concesso in una situazione di estrema emergenza di fondi dello Stato, impossibilitato a coprire i rimborsi e le spese ordinarie. Successivamente il parlamento portoghese sarà costretto a discutere e approvare pesanti misure di riduzione del disavanzo e delle spese, tra le più dure degli ultimi 50 anni. Il 5 luglio 2011 anche il Portogallo fu colpito dal declassamento di Moody's, con un taglio di quattro note del rating a lungo termine (dal Baa1 a Ba2) e outlook negativo alla luce - secondo il comunicato ufficiale dell'agenzia - del "crescente rischio che il Portogallo chieda una seconda tranche di finanziamenti internazionali prima che possa tornare sul mercato privato e dell'aumento delle possibilità che venga chiesta come pre-condizione la partecipazione del settore privato".

### Crisi irlandese

Debito pubblico in rapporto al Pil nel mondo (2010)

L'Irlanda fu investita dallo scoppio della bolla speculativa immobiliare -Irish property bubble- (fortissima espansione del settore edilizio) con il repentino ribasso dei prezzi delle abitazioni, tra 2007 e 2008, che gettò in crisi l'intero sistema bancario del paese. L'Irlanda aveva conosciuto un periodo di espansione economica tra i più vasti della sua storia, a tal punto che tale periodo storico venne definito della "Tigre celtica" (ventennio 1988-2008). In tempi recenti una crescita avvenuta con la leva degli aumenti salariali e l'attrazione di investimenti esteri (grazie al ricorso al dumping fiscale), accanto alla speculazione immobiliare che aveva contribuito a provocare l'espansione economica (con conseguente crescita della domanda di investimenti), della domanda interna e della prosperità delle famiglie (susseguente all'allargamento della capacità del credito), aveva segnato il riscatto del paese dopo decenni passati di arretratezza.
Le conseguenze della crisi nei mesi del 2009 apparvero dure: riduzione del Pil del 7,5%, tasso di disoccupazione al 13,8% nel 2009 (12,5% nel marzo 2010), una deflazione al 6,5% nello stesso 2009, un aumento del deficit pubblico da 33,6 miliardi di euro a 40,46 miliardi di euro, contenuto da un rapporto debito-PIL del 63,7%. I timori, sul piano internazionale, relativi ad un indebolimento delle finanze pubbliche irlandesi erano inizialmente legati al piano di salvataggio di 30 miliardi deciso dal governo irlandese a sostegno della Anglo-Irish bank, cifra vicina al 20% del Pil e che avrebbe portato a un eccessivo ingrandimento del deficit. L'impennata degli spread fra titoli del debito irlandese e titoli tedeschi, rafforzava i segnali di sfiducia del mercato nei confronti delle finanze irlandesi e della sua capacità di ripagare i rendimenti: il 25 agosto i CDS irlandesi salirono a 322 punti base.
Dopo che la BCE aveva già elargito finanziamenti a medio termine per le banche irlandesi, il governo di Brian Cowen fu così costretto a cedere alle pressioni europee e del FMI accettando a fine novembre un programma di salvataggio accanto a un prestito di 85 miliardi di euro (concertato anche assieme a paesi non membri della zona dell'euro, Gran Bretagna, Svezia e Danimarca), cui sarebbe corrisposto un piano di austerità e di contenimento del deficit, con severe riduzioni della spesa sociale, tagli degli stipendi pubblici e applicazione di nuove imposte. Il 12 luglio 2011 l'agenzia internazionale di rating Moody's tagliò il rating dell'Irlanda a livello "junk" (Ba1), con prospettive negative, nel timore che "al termine del corrente programma di aiuti di Unione europea e Fondo monetario, alla fine del 2013, il Paese abbia bisogno di ulteriori finanziamenti prima di tornare sul mercato. E con la probabilità che una partecipazione del settore privato sia richiesta come precondizione per un sostegno addizionale".

### Crisi del debito italiano

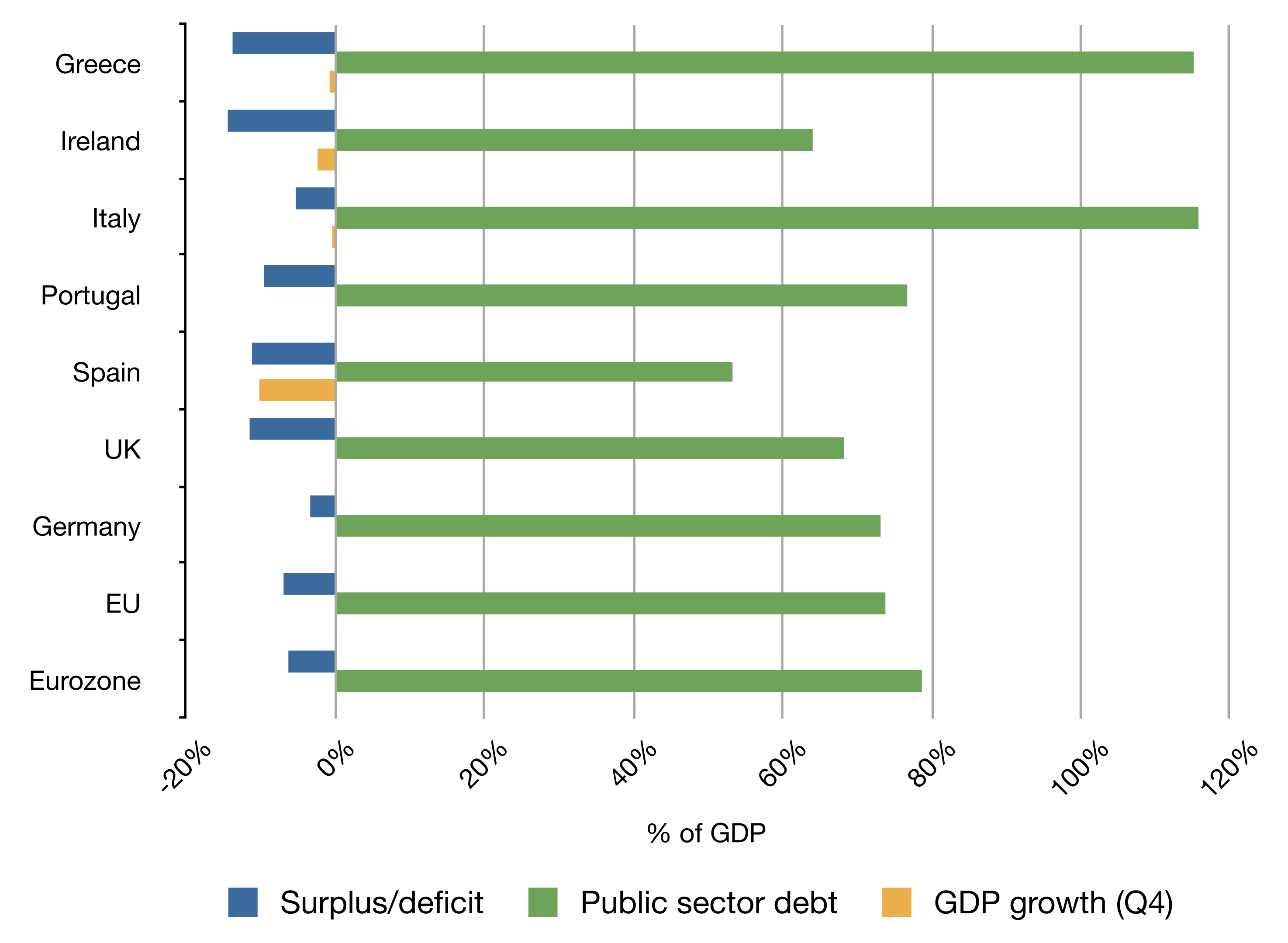
Percentuali di deficit/surplus (blu), debito (verde) e Pil (arancio) di Irlanda, Portogallo, Spagna, Grecia e Italia, confrontati con quelli di UE, Eurozona, Regno Unito e Germania (dati 2009)

La crisi del debito italiano fu scatenata da tre ragioni combinate: l'alto livello del debito pubblico, in rapporto al PIL (che subì una forte crescita a partire dal 2008, in coincidenza con la crisi, dopo diversi anni di complessiva riduzione); la scarsa o assente crescita economica, con il prodotto interno lordo aumentato in termini reali solo del 4% nel decennio 2000-2010, e andato poi a ridursi progressivamente; la scarsa credibilità dei governi, e del sistema politico, spesso apparso privo di decisione o tardivo nell'affrontare le emergenze del paese agli occhi degli osservatori internazionali e degli investitori.
L'indebitamento estero del settore privato (soprattutto verso i paesi centro-europei, cresciuto con l'adesione all'UEM), l'impossibilità di ricorrere alla svalutazione della moneta (proibita dagli accordi di Maastricht) per stimolare la competitività delle esportazioni, il forte deficit della bilancia commerciale, cui va aggiunto il dato dell'enorme quantità di debito pubblico pregresso (aumentato inoltre tra 2008 e 2011 del 7%), indussero molti investitori, soprattutto esteri, a nutrire sfiducia verso la capacità dell'Italia di essere solvibile, provocando un deflusso di investimenti e un ritiro improvviso dei capitali (con conseguente impennata dei tassi di interesse sui titoli di Stato).
Le tensioni legate all'instabilità politica e all'approfondirsi della crisi erano attenuate, sul piano internazionale, dagli interventi monetari della Banca centrale europea e dal controllo delle politiche di spesa assunto dai vertici europei. Tale subalternità alle scelte europee avveniva a prescindere dalle maggioranze e dagli equilibri politici interni del paese, tanto da definire una sostanziale eterodirezione (o "commissariamento", termine ricorrente nel gergo giornalistico) delle iniziative dei governi da parte delle burocrazie dell'UE e dell'Eurotorre.

#### Innalzamento del differenziale di rendimento
Il 2009 aveva visto un crollo del Pil italiano del 5%, mentre l'indebitamento della amministrazioni pubbliche era aumentato a 80,8 miliardi, pari al 5,3% del Pil; il deficit aveva visto un incremento del 2,6%. Molto pesante fu il crollo del settore industriale, calato del 15,1%, come anche gli ordinativi che subirono un brusco contraccolpo. Particolarmente consistente fu il crollo del settore dell'auto, con un calo delle vendite a dicembre del 2008 del 48,9%. Sul fronte del debito pubblico, tra il 2008 e il 2010, nel contesto di una scarsa crescita e di un'economia in stagnazione (pur avendo avuto il PIL italiano un incremento nel 2010 intorno all'1,2%, ma segnando un nuovo calo nel 2011 con percentuali vicine allo zero), il debito pubblico italiano aumentò dal 103,6% al 119,0% (quarto valore più grande al mondo in rapporto al Pil), per un ammontare complessivo nel 2010 a 1.843.015 milioni di euro, a fronte di un Pil pari a 1.548.816 milioni.

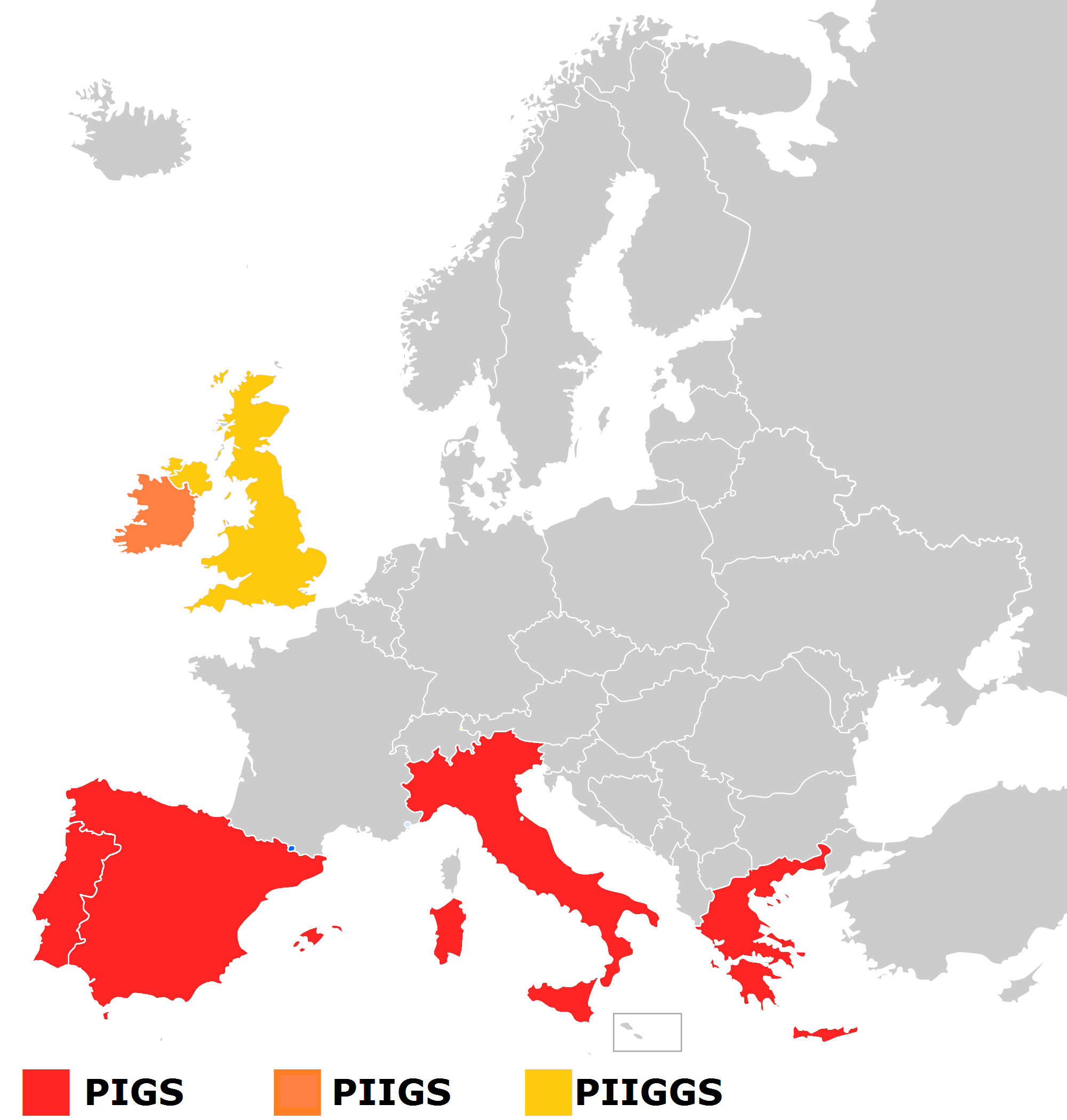
In rosso, gli stati europei chiamati "PIGS" nel mondo anglosassone (in inglese "maiali"), cioè Portogallo, Italia, Grecia e Spagna, indicati come fomiti di tensioni nell'eurozona, in virtù della loro ritenuta cattiva situazione finanziaria e economica. A questi si è aggiunta prima l'Irlanda formando l'acronimo "PIIGS" e poi il Regno Unito con l'acronimo "PIIGGS".

L'ammontare dei titoli di stato italiani in circolazione fa riferimento a tutti i titoli emessi dallo Stato, sia sul mercato interno (attraverso BOT, CTZ, CCT, BTP e BTP€i), sia sul mercato estero (programmi global, MTN e carta commerciale). A partire dal 2008 la forbice tra buoni del tesoro poliennali e Bund inizia ad ampliarsi. Essa appariva quasi del tutto irrilevante nel 2006, quando il tasso di rendimento dei titoli italiani rispecchiava un'affidabilità superiore ai Treasuries statunitensi e ai Gilts britannici. Nel 2008 tuttavia lo spread raggiunse la soglia vicina ai 100 punti base, salendo l'anno successivo di ulteriori 50 punti e raggiungendo in dicembre i 176 punti base.
La crisi del debito sovrano italiano raggiunse la sua fase più acuta a partire dall'estate del 2011, dopo che già Grecia, Irlanda e Portogallo avevano, a vario titolo, riscontrato difficoltà nel collocamento dei titoli di debito pubblico sul mercato finanziario (con tassi di rendimento ormai attestati su soglie proibitive), giungendo nella condizione di non potersi rifinanziare. Ciò alla fine di un anno circa lungo il quale il costo della raccolta per il Tesoro aumentò di oltre 1,5 punti percentuali: il BTP quinquennale nel 2010 assegnato in asta attorno al 2,64%, a luglio 2011 toccava il 4,629% (+2% circa).
Fino all'inizio dell'estate 2011, tuttavia, i buoni del tesoro poliennali italiani avevano conservato contenuti rendimenti e buona appetibilità sul mercato, tanto da essere considerati un "bene rifugio", al pari dei titoli dei paesi più solidi dell'eurozona sotto il profilo dell'affidabilità del debito (Germania, Paesi Bassi, Austria e Francia). Per oltre dieci anni dall'introduzione della moneta unica l'Italia aveva potuto collocare a tassi vantaggiosi i propri titoli di stato, pur nelle differenze oggettive tra le economie dei paesi membri e nonostante le difficoltà maggiori riscontrate dall'Italia, già prima dell'adesione all'eurozona, nella distribuzione dei titoli pubblici.
Prima che esplodesse la crisi della Grecia, nella primavera 2011 il Tesoro italiano rifinanziava il debito pubblico collocando titoli di stato in asta con costi medi all'emissione scesi a livelli record del 2,1 per cento. In un'asta tenutasi a metà luglio, però, i titoli a 15 anni vennero venduti al 5,90%, il massimo della storia della moneta unica, mentre quelli a 5 anni al 4,93%. L'ampliamento dello spread, il differenziale di rendimento fra titoli di stato italiani e tedeschi (Bund), contribuì a innescare una crisi di fiducia sulla redimibilità dell'Italia, provocando il ribasso dei mercati azionari europei e in particolare della Borsa di Milano. In una progressività crescente, il differenziale si attestò a 200 punti a fine giugno, a 350 a inizio luglio, a 400 a inizi agosto, per poi scendere lungo il mese di agosto, in coincidenza con l'intervento della BCE, e arrivare a 500 ai primi di novembre, toccando il massimo degli ultimi anni il 9 novembre 2011 (575 punti).

#### Tagli diratinge intervento della BCE a sostegno del sistema bancario
Le banche italiane, benché scarsamente esposte sul versante degli asset tossici, erano largamente posseditrici di buoni del tesoro. Il 60% del portafoglio titoli delle principali 5 banche italiane, con Intesa Sanpaolo e Unicredit principalmente, includeva bond italiani, percentuale equivalente a quasi 100 miliardi di titoli pubblici. Le stesse maggiori banche italiane (Intesa Sanpaolo, UniCredit, Montepaschi, Banco Popolare, UBI Banca) nella seconda settimana di luglio registrarono perdite sul mercato borsistico, segnato da vendite da panico, speculazione e meccanismi automatici di vendita, per circa 8 miliardi di euro di capitalizzazione. La situazione era resa ancora più seria dal fatto che l'Italia fosse costretta continuamente a emettere titoli per rifinanziarsi, con aste a scadenza settimanale, e che fosse necessario che tali titoli venissero venduti a percentuali di interesse che non comportasse né un bagaglio di eccessivi oneri per le capacità delle finanze statali, né l'eventualità di risultare ad alto rischio per gli investitori, difficilmente disponibili all'acquisto di titoli laddove il pericolo d'insolvenza dell'emittente fosse ritenuto realistico.
Nella notte del 20 settembre 2011 l'agenzia internazionale di rating Standard & Poor's annunciò, a sorpresa, la decisione di tagliare il voto di affidabilità sul debito pubblico italiano, con prospettive future negative, a motivo della "limita capacità di risposta dello Stato" rispetto alla crisi corrente. A fine novembre lo spread continuò a crescere, giungendo alla soglia dei 495 punti, con il titolo triennale che sfiorò l'8% tornando a livelli sfiorati solo nel 1996. Sotto le pressioni di Piazza Affari in caduta e dei rendimenti dei titoli italiani in costante ascesa, il premier Silvio Berlusconi, infine, nella serata del 12 novembre, raggiunto un accordo col capo dello Stato Giorgio Napolitano, rassegnò le proprie dimissioni dall'esecutivo. Alcuni giorni prima il presidente della Repubblica aveva nominato senatore a vita Mario Monti, decisione ritenuta un atto di investitura ufficiale per il conferimento dell'incarico per un nuovo governo. Il neo senatore infatti scioglierà la riserva il giorno dopo le dimissioni di Berlusconi, accettando l'incarico di formare un nuovo governo, composto esclusivamente di tecnici. In conseguenza della nomina a senatore a vita e della formazione del governo il differenziale btp-bund si ridusse sensibilmente, per poi tornare a salire a fine anno toccando nuovamente i 500 punti base.
Il 13 gennaio 2012 Standard's & Poor's declassò ulteriormente il rating italiano portandolo da A a BBB+, collocandolo nella posizione medio-bassa della scala di giudizio relativa alla solvibilità. Lo stesso giorno la medesima agenzia sottrae di un punto il rating di livello massimo della Francia e dell'Austria (portandoli ad AA+), decurtando ulteriormente anche quelli di Portogallo (BB), Malta, Slovacchia e Slovenia. L'agenzia emise la decisione motivandola con la condizione di persistente instabilità nella zona euro. S&P segnalò il peggioramento delle condizioni del credito nell'intera eurozona, l'aumento dello spread per diversi paesi, anche con tripla A (rating di livello massimo), denunciando il disaccordo fra i leader europei sulle misure necessarie a allentare il panico sulle piazze europee e a risollevare la fiducia degli investitori. L'agenzia sottolineò infine l'elevato livello di debito pubblico e privato e il crescente rischio di recessione nel 2012, come fattori forieri di una ridotta stabilità finanziaria.
All'inizio del 2012, dopo la manovra di 20 miliardi di euro attuata dal governo Monti allo scopo di consolidare le finanze dello Stato (nella prospettiva del raggiungimento del pareggio di bilancio, nei piani del governo utile ai fini dell'abbattimento del debito), nonostante il giudizio negativo deciso dalle agenzie S&P e Fitch, si assisteva a un miglioramento dell'opinione dei mercati, che vide calare in modo consistente i costi dell'indebitamento italiano in una serie di aste del debito sovrano con buone sottoscrizioni. Lo spread, risalito tra dicembre e gennaio, andò incontro a una progressiva riduzione fino al mese di marzo, contestualmente all'attenuarsi del timore su un possibile default greco. La riduzione dei rendimenti fu dovuta in particolare all'operazione di liquidità di tre anni della Bce, il Long term refinancing operation (LTRO), che alcune banche italiane utilizzarono per acquistare debito sovrano. Sul versante dell'economia reale la situazione continuava a mantenersi però nel complesso negativa, vedendo la disoccupazione giovanile in costante aumento, un considerevole calo dei consumi, una riduzione del credito dalle banche e una prospettiva di contrazione del PIL per il 2012 di più di un punto percentuale.

## I piani e gli interventi delle banche centrali europee

### Piani di sostegno ai debiti europei e agli istituti di credito

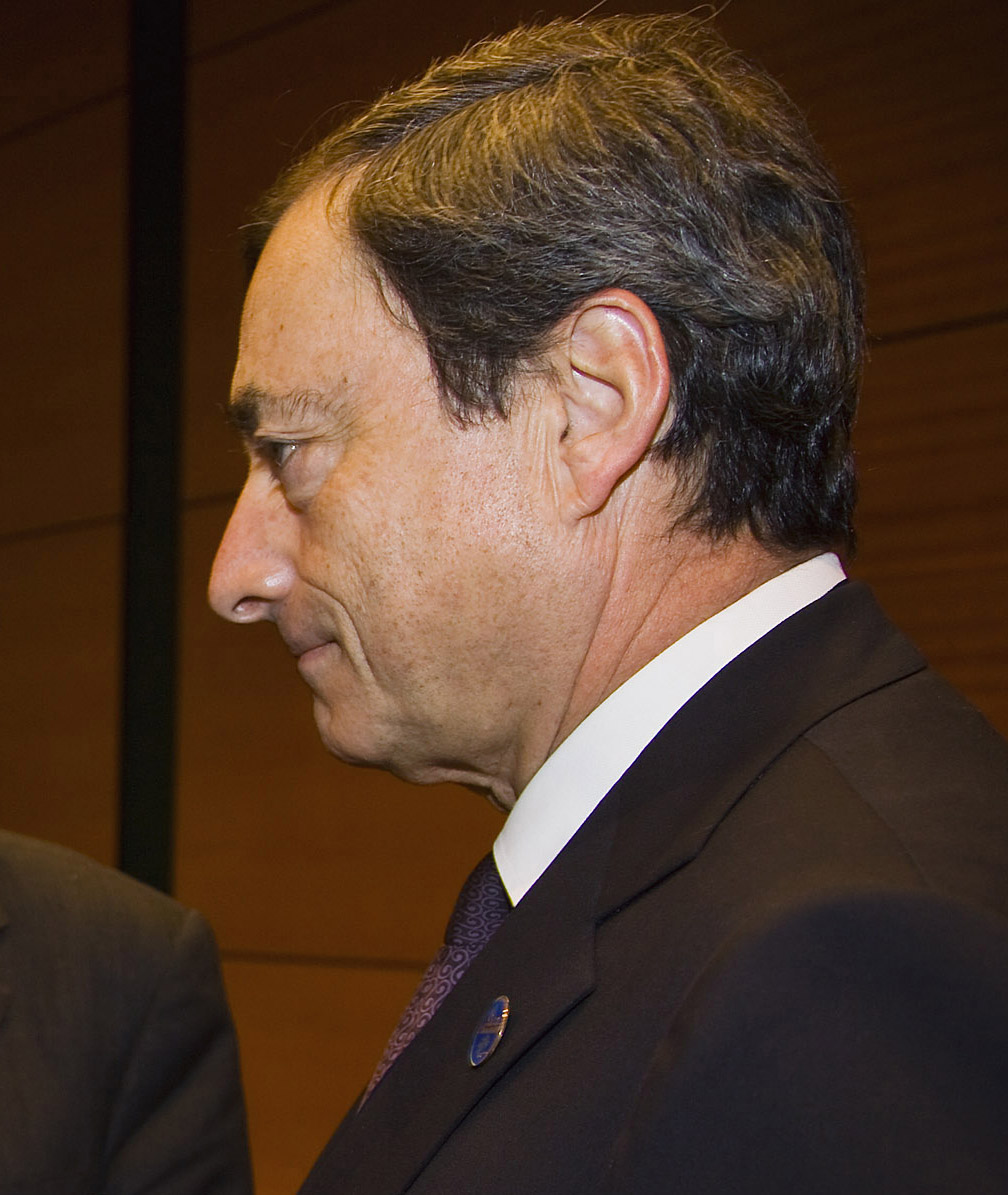
Mario Draghi, presidente della Banca centrale europea.

Il 16 agosto 2011, di fronte al precipitare della situazione, con i rendimenti dei Bot italiani e dei Bonos spagnoli in aumento, la BCE annunciò l'attuazione di un intervento massiccio sul mercato obbligazionario, ricorrendo all'acquisto dei titoli europei più esposti alle vendite e alla speculazione. L'intervento della Bce (Securities Markets Programme), già deciso il 14 maggio del 2010, cessato per 19 settimane, e fattosi più ingente con l'aumento delle tensioni sui titoli italiani, costituì un mutamento importante del ruolo dell'istituzione responsabile della politica monetaria dell'eurozona, rispetto alla precedente convinzione che dovesse essere demandata principalmente ai governi nazionali la responsabilità del contenimento degli squilibri interni. Nello stesso periodo gli Stati Uniti persero la tripla A del rating di Standard & Poor's, il giudizio di massima affidabilità sui mercati finanziari, non determinando tuttavia grosse conseguenze sul mercato borsistico. Nella seconda settimana di agosto la BCE ricorse ad acquisti di titoli di stato dell'Eurozona per 22 miliardi di euro, contribuendo a ridimensionare il livello dello spread dei rendimenti dei bond italiani e spagnoli. L'acquisto di Btp italiani proseguirà anche nei mesi successivi, giungendo a novembre ad un ammontare complessivo di acquisti per 70 miliardi di euro.
L'intervento della BCE, tuttavia, a giudizio di numerosi analisti, doveva limitarsi non già all'acquisto nel breve-medio periodo, dei bond dei paesi membri, ma doveva superare il ruolo stesso sancito dai trattati europei (ovvero di istituto che preservasse dai rischi di inflazione) per assumere quello di prestatore di ultima istanza, al pari di altre banche centrali mondiali. L'acquisto di titoli pubblici avrebbe dovuto proseguire fino a quando gli spread non fossero rientrati in regime di maggiore sostenibilità. Tale eventualità tuttavia incontrava l'opposizione dei banchieri centrali tedeschi e, a fasi alterne, degli stessi governi tedesco e francese. Alternativa alla veste di "prestatore" della BCE fu la proposta di obbligazioni comunitarie, detti "Eurobond", ovvero la creazione di titoli del debito pubblico dei paesi facenti parte dell'eurozona, al fine di contenere gli effetti della crescita dei rendimenti dei paesi periferici europei. Anche la proposta degli Eurobond riceveva l'accoglienza fredda, financo ostile, degli stati sedicenti "virtuosi" della comunità europea (Germania in testa), i quali paventavano il rischio di assumere, senza alcuna garanzia, un onere aggiuntivo, in termini di costo del debito, a favore dei paesi ritenuti meno rigorosi sotto il profilo della finanza pubblica.
A settembre 2011 il membro tedesco del board della Banca Centrale, Juergen Stark, rassegnò le proprie dimissioni in polemica con l'acquisto di titoli di stato. A dicembre, il neo governatore della BCE Mario Draghi, che sin dal primo giorno del suo mandato ruppe la strategia di contenimento dei tassi fin lì tenuta dall'istituto, annunciò misure eccezionali a favore delle banche allo scopo di garantire accesso alla liquidità agli istituti di credito, negando tuttavia la possibilità che l'istituto centrale potesse monetizzare i debiti europei minando la base monetaria. Sempre a dicembre, il rischio che il mercato creditizio cominciasse a permanere in uno stato di irrigidimento dell'incontro tra domanda e offerta di risorse finanziarie si fece più diffuso. Secondo stime di Morgan Stanley, la limitata capacità delle banche di prestare a tassi ragionevoli fu causata dal virtuale congelamento del mercato delle obbligazioni bancarie, tale da configurare già dall'estate 2011, in coincidenza con l'allargamento della crisi dei debiti, un pesante aggravamento della stretta del credito (credit crunch), con soli 20 miliardi di euro collocati dalle banche europee tra giugno e ottobre. In dicembre la stessa Autorità bancaria europea evidenziò la necessità di una urgente ricapitalizzazione da parte delle banche europee.
Nel successivo 2012 le operazioni di allentamento quantitativo (operazione volta ad aumentare la quantità di moneta in circolazione attraverso l'acquisto di titoli) da parte delle banche centrali si intensificavano, non solo per iniziativa della BCE (programma LTRO). La Fed, a settembre 2012, lanciò l'inizio del terzo ciclo di Qe al ritmo di 40 miliardi di dollari al mese, senza precisarne la fine. Operazioni analoghe venivano operate dalla Banca centrale del Giappone (BoJ) e da quella del Regno Unito (BoE). Analoga, anche se di diversa natura, l'immissione record da 46 miliardi di dollari di liquidità da parte della Banca Popolare Cinese (Repo), decisa il 25 settembre, con l'obiettivo di stimolare la domanda interna (discostandosi, sin dal 2008, dalla linea di austerity imposta dall'Uem e dell'Inghilterra), seguita da un'altra iniezione il 10 ottobre (di altri 42 miliardi di dollari), a causa del peggioramento del quadro congiunturale e delle basse prospettive di crescita, molto vicine alla soglia del 7%.
Long term refinancing operation
A gennaio 2012 la BCE però negò l'esistenza di una condizione di stretta del credito, sebbene a partire dal novembre precedente si fosse riscontrato un rallentamento dei crediti e in dicembre l'istituto avesse versato una quantità record di liquidità (489 miliardi) a 523 banche europee in un'asta con tassi di interesse all'1%, nell'ambito di un programma straordinario denominato "Long term refinancing operation".
I dati degli ultimi mesi rivelarono inoltre come lo stock di depositi detenuti dalle banche della zona euro presso la Bce (deposit facility) avesse raggiunto un livello vicino ai 500 miliardi di euro, aumentato in modo marcato nel periodo dell'aggravamento della crisi del debito sovrano, ma esploso a seguito dello stesso finanziamento straordinario da parte della BCE. L'intervento a favore degli istituti bancari europei doveva servire a fornire (sebbene solo virtualmente, considerata anche la riluttanza da parte delle banche a portare a termine qualsivoglia operazione, compresa l'attività di acquisto di titoli, che esponesse le banche a rischi di crisi di liquidità) la quantità necessaria di risorse utili a sostenere l'acquisto dei titoli di debito per calmierare il costante aumento dei livelli di spread (in una strategia "indiretta" di sostegno a favore degli Stati dell'eurozona).
Le banche europee infatti possono ricorrere a rifinanziamenti dalla propria banca centrale, ma con l'obbligo di versare titoli di garanzia, ovvero un "collaterale", che qualora non fosse stato più sufficiente, a causa delle difficoltà finanziarie degli istituti, poteva essere coperto dall'emissione di obbligazioni garantite dagli stati, in modo da consentire alle banche di ottenere liquidità e di reinvestirla nell'acquisto di bond pubblici, a loro volta offerti come garanzia per accedere alle operazioni di quantitative easing operate dalla Banca Centrale.
Un piano di finanziamento di uguali proporzioni rispetto a quello del 21 dicembre fu operato dalla banca centrale il 29 febbraio. La BCE elargì un prestito di 530 miliardi a tre anni al tasso dell'1% alle banche europee, nell'intento che tale somma potesse stimolare la ripresa economica col sostegno da parte degli istituti di credito a imprese e famiglie.
Outright Monetary Transactions
Il 6 settembre 2012 il presidente della BCE Mario Draghi annunciò un nuovo piano di quantitative easing sul mercato secondario da parte dell'istituto, denominato Outright Monetary Transactions (OMT). Di fronte all'aperta ostilità della Bundesbank e di parte dell'opinione pubblica tedesca, Draghi dette avvio a un piano di acquisto di titoli sovrani dei paesi esposti all'insostenibile incremento dei rendimenti, al fine di “salvaguardare l'omogeneità del meccanismo di trasmissione della politica monetaria nell'area euro”. L'obiettivo appariva quello di porre un argine al crescente disimpegno di molti investitori privati o istituzionali rispetto al finanziamento dei debiti pubblici di alcuni stati europei. Il meccanismo avviato da Draghi era vincolato al rispetto di quattro presupposti:
1. prevedeva un piano di acquisti illimitato nella sua portata;
2. gli acquisti di titoli non ponevano in discussione l'integrità della base monetaria, ovvero non comportavano un aumento del medio circolante;
3. l'acquisto di titoli si rivolgeva ai bond con scadenza dall'uno ai tre anni, lasciando fuori quelli a scadenza sessennale (termine medio del debito pubblico italiano) e decennale;
4. il piano di intervento prevedeva, a carico del paese a beneficio del quale interveniva, un programma di "stabilizzazione macroeconomica", deciso con l'Esm, ovvero il rispetto di un memorandum di riforme imposte dall'autorità centrale europea.[185]

### Il meccanismo europeo di stabilità

Paesi membri del MES.

Il Meccanismo europeo di stabilità (abbr. MES) fu istituito dalle modifiche al Trattato di Lisbona approvate il 23 marzo 2011 dal Parlamento europeo e confermate dal Consiglio europeo a Bruxelles il 25 marzo 2011. Esso si configurava inizialmente come Fondo finanziario europeo della zona euro (art. 3 del Trattato istitutivo). Esso ha assunto, con l'aggravarsi della crisi, la struttura di vera e propria organizzazione intergovernativa (sul modello dell'FMI), a motivo dell'impianto fondato su un consiglio di governatori e su un consiglio di amministrazione e del potere, attribuito dallo stesso trattato, di imporre scelte di politica macroeconomica ai paesi aderenti al fondo-organizzazione che ne dovessero richiedere l'intervento.
Il Consiglio Europeo di Bruxelles del 9 dicembre 2011, con l'aggravarsi della crisi dei debiti sovrani, decise l'anticipazione dell'entrata in vigore del fondo, inizialmente prevista per la metà del 2013, a partire da luglio 2012. Successivamente, però, l'attuazione del fondo è stata temporaneamente sospesa in attesa della pronuncia da parte della corte costituzionale della Germania sulla legittimità del fondo con l'ordinamento tedesco. La Corte Costituzionale Federale tedesca ha sciolto il nodo giuridico il 12 settembre 2012, quando si è pronunciata in favore della sua compatibilità con il sistema costituzionale tedesco.
Nella notte tra il 28 e il 29 giugno 2012 il Consiglio Europeo nel tentativo di trovare un argine alla crescente esposizione dei paesi dell'Eurozona (in particolare alcuni paesi mediterranei tra cui Italia e Spagna che pongono il veto allo scopo di esercitare pressione sul Consiglio) alla crisi di fiducia degli investitori, deliberò di implementare l'utilizzo del MES come copertura dai rischi di rifinanziamento degli stati e di fare del MES, accanto al Fondo europeo di stabilità finanziaria, un meccanismo di preservazione dall'aumento incontrollato dei rendimenti dei titoli pubblici, attribuendo agli stessi la funzione di intervenire acquistando per conto della BCE titoli di debito pubblico sul mercato secondario, a condizione che il paese richiedente sottoscrivesse un documento di intesa e si impegnasse a rispettare severe condizioni. In più venne attribuita al fondo la capacità di ricapitalizzare le banche senza l'intermediazione dei governi nazionali.

## Le conseguenze

### Risvolti sociali
La rete di protezione sociale sviluppata dopo la crisi del 1929 - principale discriminante in termini di ripercussioni sociali - negli stati più avanzati ha segnato la differenza di incidenze della grande fase di contrazione dell'economia nel mondo occidentale sulla condizione dei redditi delle famiglie. L'impatto di breve periodo, tenuto conto della caduta dell'attività produttiva, sarebbe stato complessivamente contenuto. Suscettibile di variazione appare quello nel lungo periodo, sulla base dei provvedimenti che i singoli stati adotteranno per contenere gli effetti degli squilibri portati dalla recessione, soprattutto in relazione al forte indebitamento di alcuni stati, cresciuto verticalmente in numerosi paesi del mondo e in particolare in occidente, date le conseguenze più pesanti della recessione. Ciò nonostante, soprattutto nelle famiglie con figli (ove il capofamiglia ha meno di 40 anni e soprattutto tra i 40 e i 64 anni), la condizione di povertà si sarebbe aggravata; i redditi lordi dei lavoratori autonomi sono calati repentinamente, mentre i redditi dei pensionati e quelli dei lavoratori dipendenti avrebbero continuato lungo i rispettivi trend pre-crisi, cioè comunque con lenta ma costante diminuzione di potere d'acquisto reale.

### Ripercussioni mondiali
Il 25 maggio 2010 segnò un'ennesima seduta bancaria negativa con forti vendite di titoli (113 miliardi di euro di capitalizzazione bruciati nel continente). La paura fu scatenata dal fatto che le misure di risanamento adottate dall'Europa potessero minare la ripresa economica. Contestualmente vennero annunciate importanti manovre di bilancio d'emergenza, tese al contrasto del deficit e alla riduzione del debito pubblico. Il capo del dipartimento del Tesoro Usa Timothy Geithner e il presidente della Fed Ben Bernanke incontrarono il vicepresidente cinese Wang Qishan per cercare di convincerlo a promuovere ulteriori svalutazioni dello yuan. Il deprezzamento dell'euro sul dollaro e sulla stessa moneta cinese metteva a rischio le esportazioni cinesi e in parte quelle statunitensi.
Il petrolio, inoltre, risentì pesantemente gli effetti della nuova crisi in quanto collegato al dollaro e alla domanda di energia dell'Europa. In giugno ulteriori riduzioni del rating greco fecero aumentare le preoccupazioni mondiali sul possibile default della Grecia o su una eventuale sua uscita dall'eurozona (pur non contemplando il trattato di Lisbona -art. 50- la possibilità dell'uscita dall'unione monetaria, ma solo dall'Unione Europea), e sulla eventualità dell'indebolimento, come conseguenza indiretta, della moneta unica europea, provocando forti ribassi nelle piazze borsistiche. Lo "spettro" dell'insolvenza greca continuò ad agitarsi sull'Europa per tutto il 2011 e fino al 2012, provocando un persistente stato di instabilità sui mercati borsistici del pianeta, soprattutto nei momenti in cui gli investitori percepivano difficoltà nel raggiungimento di un accordo con i creditori.

## Analisi delle cause
Dalla metà degli anni settanta del XX secolo la deregolamentazione finanziaria, la creazione di nuovi strumenti finanziari sempre più complessi, i progressi informatici che hanno permesso l'aumento della frequenza dei flussi finanziari e della liquidità nell'economia internazionale sempre più interdipendente (a partire dallo sganciamento dall'oro del dollaro nel 1971 e dall'aumento della massa monetaria in seguito al rialzo del prezzo del petrolio), l'aumento del costo del petrolio, hanno prodotto un'egemonia del ruolo della finanza internazionale all'interno del sistema economico (aumento del ricorso ai derivati, accordi di pagamenti il cui valore deriva dal valore di un bene o di un indice "sottostanti"), con perno nelle maggiori piazze borsistiche globali (anche se larga importanza rivestono oggi gli spazi di contrattazione elettronici non regolamentati, detti dark pools, al di fuori dei mercati azionari, costituiti da computer e server che sfruttano particolari algoritmi), tanto che, ad oggi, il peso economico dei prodotti finanziari risulta superiore in larga misura a quello della produzione mondiale di beni e servizi.
La costituzione di fondi sovrani, hedge fund e private equity, attraverso l'impiego delle riserve accumulate dai paesi esportatori di petrolio e da alcuni paesi asiatici grazie ai surplus commerciali, ha determinato la creazione di forti indotti di liquidità finanziaria utilizzati a scopo speculativo.
Grazie alle politiche delle banche centrali, a partire da quelle adottate dalla FED, che favorirono il basso costo del denaro, fu agevolata l'erogazione credito alle famiglie, spinte a indebitarsi in misura crescente per alimentare i consumi, e agli speculatori (banche d'investimento, imprese e fondi finanziari), portati a effettuare investimenti sui mercati finanziari (con la conseguente creazione di bolle speculative, con ricadute poi sull'economia produttiva).
Anche i grossi istituti finanziari, le banche di investimento in particolare, presero a indebitarsi a breve termine per realizzare operazioni speculative. Tutto ciò era favorito, soprattutto con riguardo alle più massicce attività di compravendita azionaria, dalla creazione di sistemi bancari ombra (sistemi di intermediazione creditizia costituiti da entità ed attività operanti al di fuori del normale sistema bancario), messi in opera dalle stesse banche, che sfruttavano spazi di contrattazione non regolamentati (le cosiddette dark pools) e specializzati nella raccolta e nell'investimento di prodotti e sotto-prodotti finanziari strutturati, oltreché derivati finanziari. A ciò va aggiunto il crescente peso esercitato dalle agenzie di rating statunitensi (Moody's, Standard & Poor's, Fitch), spesso accusate di esprimere giudizi di valutazione del credito tendenziosi.

### Crisi del dollaro e la liberalizzazione dei mercati finanziari
(J. K. Galbraith, Storia economica, 1987)

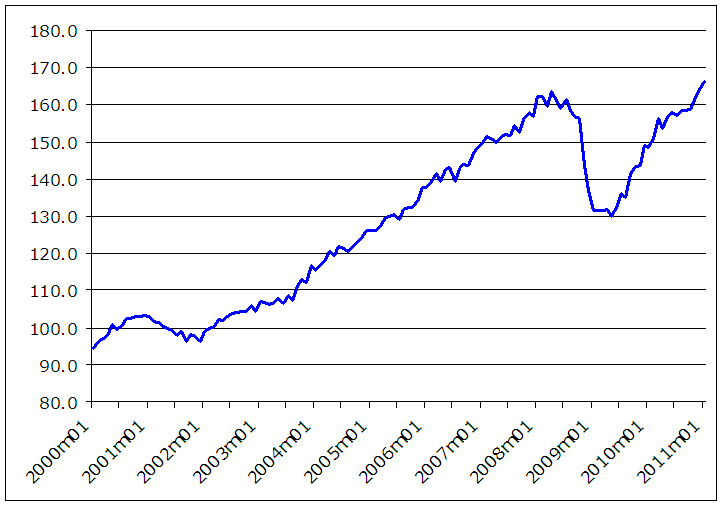
Crescita del commercio globale tra il 2000 e il 2008, anno di un brusco crollo delle esportazioni.

Tra il 1971 e il 1973, sotto la presidenza di Richard Nixon, gli Stati Uniti abbandonarono il regime di convertibilità del dollaro in oro (Gold standard), adottando un sistema fondato sull'inconvertibilità del dollaro. Gli Stati Uniti decisero di lasciar fluttuare liberamente la moneta secondo la legge della domanda e dell'offerta, operando una serie di svalutazioni monetarie fino al 1973. Ciò favorì un aumento improvviso e repentino della circolazione monetaria (alimentata dall'ingente flusso di petroldollari ricavati dai paesi dell'Opec e reinvestiti sui mercati finanziari e bancari europei), che fu tra le cause, accanto al rialzo dei prezzi del greggio, del forte irrobustimento dei fenomeni inflativi, già nondimeno verificatisi alla fine degli anni sessanta, complice anche lo shock petrolifero dello stesso 1973 (che vide aumentare di quattro volte il prezzo del petrolio, da 2-3 dollari a 12 al barile, e fino a tre volte nel 1979, giungendo a 32 dollari). Le teorie keynesiane in quel tempo subirono un rapido declino, accusate di aver provocato stagflazione dagli economisti monetaristi (convinti, sulla base dell'equazione di Fisher, che fosse il volume di moneta a determinare i prezzi, tanto da applicare tale modello all'indirizzo delle stesse banche centrali, che tenevano alti i tassi d'interesse, nel tentativo di ridurre l'inflazione) e neoclassici (tra cui Milton Friedman). Il filosofo e politologo Norberto Bobbio così riassume la nuova epoca di reazione liberale:
(Norberto Bobbio, Il futuro della democrazia, 1984)
L'aumento dell'inflazione negli anni settanta, determinato da shock di natura geopolitica legata a squilibri nell'area mediorientale e dai conseguenti rialzi dei prezzi delle commodities (del petrolio su tutte, che triplicò il suo costo nuovamente nel 1979), dalle rivendicazioni operaie (la cui pressione induceva gli industriali ad agire sul rialzo dei prezzi dei beni) e poi dalla recessione del 1975, l'emergere di teorie a supporto della liberazione da vincoli e posizioni di monopolio (specie statale, connesso ai grandi enti a controllo pubblico) dell'economia, condusse alla ribalta le teorie di matrice liberoscambista, influenzate dalle ricerche dell'Università di Chicago e dalle tesi patrocinate dagli studiosi Ludwig von Mises, Friedrich von Hayek, Alfred Edward Kahn e lo stesso Friedman. Si ritornava così a un modello economico liberista-concorrenziale che aveva già dominato la scena mondiale nei decenni precedenti la prima guerra mondiale (vd. "prima globalizzazione").

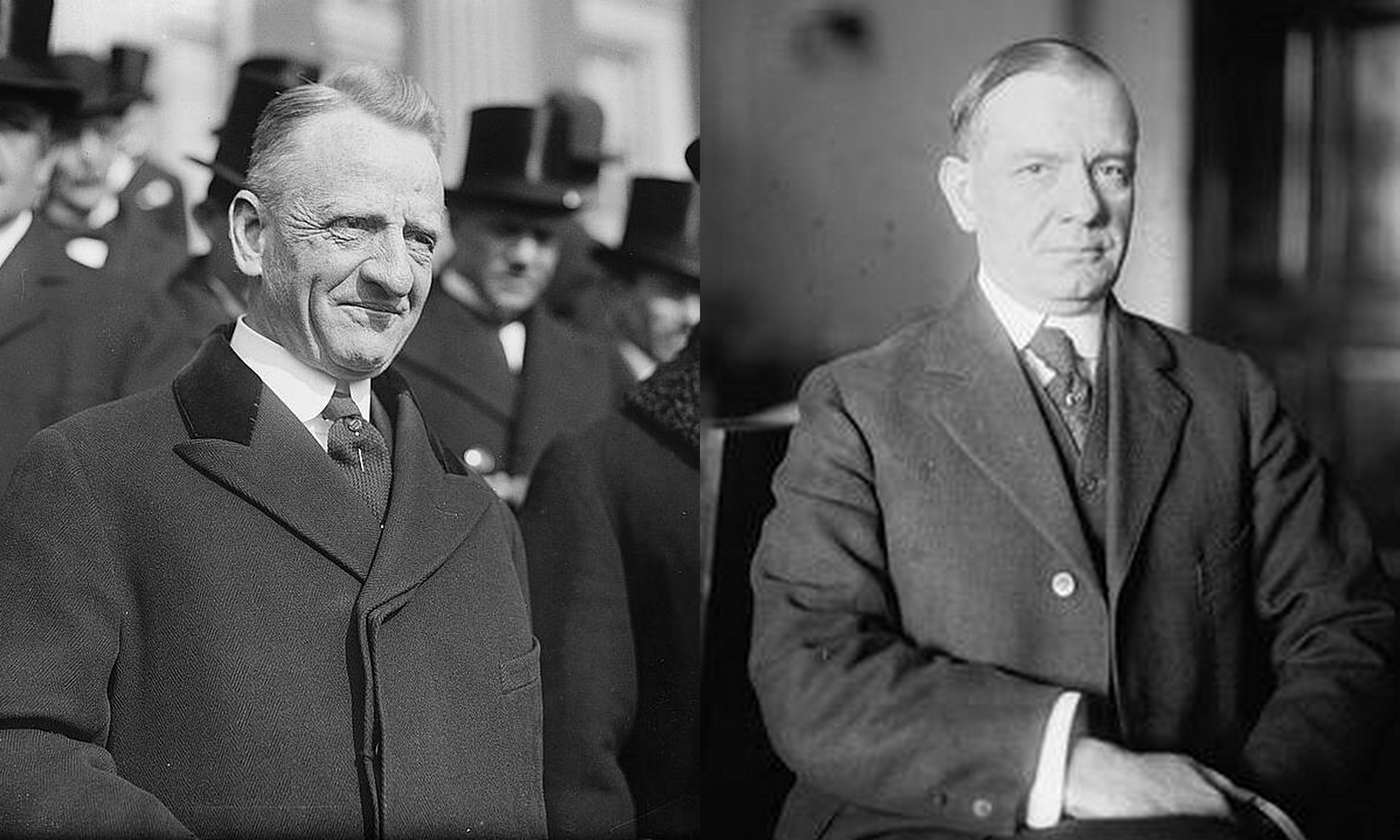
I senatori Carter Glass e Henry B. Steagall, promotori della legge Glass-Steagall

Negli Stati Uniti il processo di deregolazione fu portato avanti dapprima dalla presidenza Carter, influenzato da Kahn, e successivamente in maniera più estesa da Ronald Reagan a partire dal biennio 1980-1981 (e contestualmente dal primo ministro Margaret Thatcher in Gran Bretagna), tanto da far parlare poi di deregulation reaganiana e "reaganomics" (condotta al motto di "meno stato, più mercato" o "meno società, più individuo"). Il Federal reserve board all'epoca innalzò al 25% la soglia di realizzo degli istituti di credito sui propri utili ed istituiì il ricorso al leveraged buyout (LBO), che subì un vero boom tra 1983 e 1989. Sotto la presidenza Clinton l'amministrazione democratica interruppe nel 1999 la separazione del sistema bancario (abrogando il Glass-Steagall Act, attraverso il Gramm-Leach-Bliley Act) tra attività bancaria commerciale e d'investimento (investment banking), legittimando la nascita di grandi conglomerati finanziari (Merrill Lynch, Bear Sterns, Lehman Brothers, Goldman Sachs e Morgan Stanley) e favorendo negli anni successivi la deregolamentazione del trading dei derivati e dei Credit default swap (CDS) (in particolare attraverso il Commodity futures modernization act), e il ricorso alla cartolarizzazione dei titoli obbligazionari. Nel 2000 il Commodity Futures Modernization Act, approvato dalla stessa amministrazione Clinton, deregolamentò il mercato degli strumenti derivati over the counter, non facendoli più rientrare nella vigilanza della SEC (autorità di vigilanza bancaria USA).
Le politiche di liberalizzazione finanziaria avviate nel mondo anglosassone furono immediatamente recepite dal resto del mondo sviluppato, come l'Unione europea dove vennero messe in atto tra il 1985 e il 1990. Le banche centrali furono sollevate dall'obbligo di finanziare i debiti pubblici e rese indipendenti dal potere esecutivo; allo stesso tempo banche, fondi finanziari e fondi pensione furono liberalizzati, venendo acquisiti da soggetti privati; fu liberalizzata la circolazione internazionale dei capitali, non più sottoposti a controlli preventivi o a regole di movimentazione, mentre gli afflussi di capitali si fecero più massicci e si avviarono rimozioni di vincoli, come quello dei massimali di credito (divieto di erogare credito oltre certe soglie) o dell'obbligo di acquistare quote di titoli di debito nazionale per le istituzioni economiche controllate dallo Stato.
Questi fenomeni di deregolamentazione si accompagnavano a eventi che preparavano una vera rivoluzione finanziaria dell'economia e l'apertura di un'epoca di seconda globalizzazione. La crescita dei commerci internazionali, la mondializzazione dei flussi finanziari, l'avvento di una industria proiettata nel post-fordismo (fondato sui distretti e sulle reti produttive, sulla "ri-specializzazione" del lavoro e sul know-how), la teoria del just in time, la velocizzazione dei flussi informativi, monetari e informatici, il decentramento della produzione, la flessibilità del lavoro e l'aumento dell'ineguaglianza globale aprirono una fase post-industriale in cui gli investimenti finanziari, oltre ad apparire spesso preferibili rispetto a quelli produttivi (col conseguente calo degli investimenti tecnologici delle imprese e della produttività), acquisivano importanza crescente e mostravano la loro "originalità" in relazione alla funzione stessa della produzione e del capitalismo classico. Gli Stati-nazione tradizionali inoltre, apparendo spesso vulnerabili di fronte alla rapidità, alla natura e alla dimensione dei movimenti finanziari (che saranno diretti a colpire con finalità puramente speculative anche i debiti sovrani), vedevano indebolire le loro capacità di controllo e regolazione del mercato finanziario dominato dalle grandi imprese, non riuscendo a tutelare adeguatamente neppure la posizione, spesso debole anch'essa, degli stessi soggetti risparmiatori e lavoratori.

### Crisi dei subprime
Accanto ai CDS, il cui valore raggiunse la cifra dei 60 000 miliardi di dollari nel 2008, cresceva anche l'esposizione al credito delle banche, delle imprese, e delle stesse famiglie, favorita dai tassi d'interesse ridotti e dalla facilità nella concessione dei prestiti. Il ricorso alla sottoscrizione dei mutui a basse garanzie (subprime), sottoscritti anche da persone agiate che confidavano in consistenti guadagni, si fece sempre più frequente, venendo concessi dalle banche spesso con la consapevolezza di non poter essere rimborsati: il trading dei subprime crebbe dai 145 miliardi del 2001 ai 635 miliardi del 2005.
Tra il 2005 e il 2007, tuttavia, la FED portò i tassi di riferimento dall'1,5% al 5,25%, nel tentativo di frenare la speculazione e drenare liquidità dal sistema economico. Nel 2006, come effetto immediato, il numero dei pignoramenti e delle insolvenze si moltiplicò, soprattutto per quanto riguarda gli acquirenti di subprime, colpiti in particolare dall'aumento improvviso delle rate dei fidi. La bolla immobiliare a quel punto esplose facendo precipitare il prezzo delle case e innescando un'ondata di vendite che mandarono in rovina molti risparmiatori e molti istituti di credito (oberati anche dai prestiti ponte elargiti alle private equity perché operassero operazioni di leveraged buyout), provocando un blocco del sistema finanziario degli Stati Uniti.

### Andamento storico del mercato petrolifero
Agli inizi degli anni sessanta gli Stati Uniti, che fino ad allora erano stati fornitori marginali di greggio, ovvero in grado di esercitare influenza sui prezzi ed equilibrare il mercato intervenendo sui volumi di forniture, videro erodere la propria capacità inutilizzata di petrolio. Successivamente, gli shock petroliferi del 1973 (Guerra del Kippur) e del 1979 (Rivoluzione iraniana) - con improvvise difficoltà di approvvigionamento energetico -, conseguenze di consistenti abbassamenti dell'offerta e della capacità operativa dell'OPEC (di cui fanno parte tredici paesi esportatori di petrolio, principalmente mediorientali e africani), crearono ulteriori turbolenze nel mercato petrolifero e un'inflazione generalizzata, che colpì soprattutto i paesi dell'Europa occidentale e il Giappone. L'aumento conseguente delle quotazioni del greggio causò una marcata flessione della domanda mondiale, specialmente nei paesi OCSE, inducendo alcuni paesi esterni all'OPEC ad accrescere l'offerta di petrolio. Ciò indebolì il controllo dell'Organizzazione, favorendo un progressivo calo delle quotazioni.
I prezzi del greggio, tuttavia, tornarono a essere sensibilmente più instabili dalla seconda metà degli anni novanta e crebbero a un ritmo sempre più sostenuto fra il 2004 e la metà del 2008. Le prospettive future per l'offerta di petrolio indussero timori a livello internazionale, poiché dalla fine del 2004 la crescita della produzione petrolifera nei paesi non appartenenti all'OPEC si mantenne praticamente nulla. La stasi economica nei principali paesi avanzati e l'avvio della crisi finanziaria nel biennio 2007-2008, con la successiva drastica contrazione dell'attività economica mondiale (2009), provocarono il rallentamento della domanda di greggio nelle economie emergenti ed il crollo dei prezzi petroliferi.

### Impennata dei prezzi delle materie prime industriali

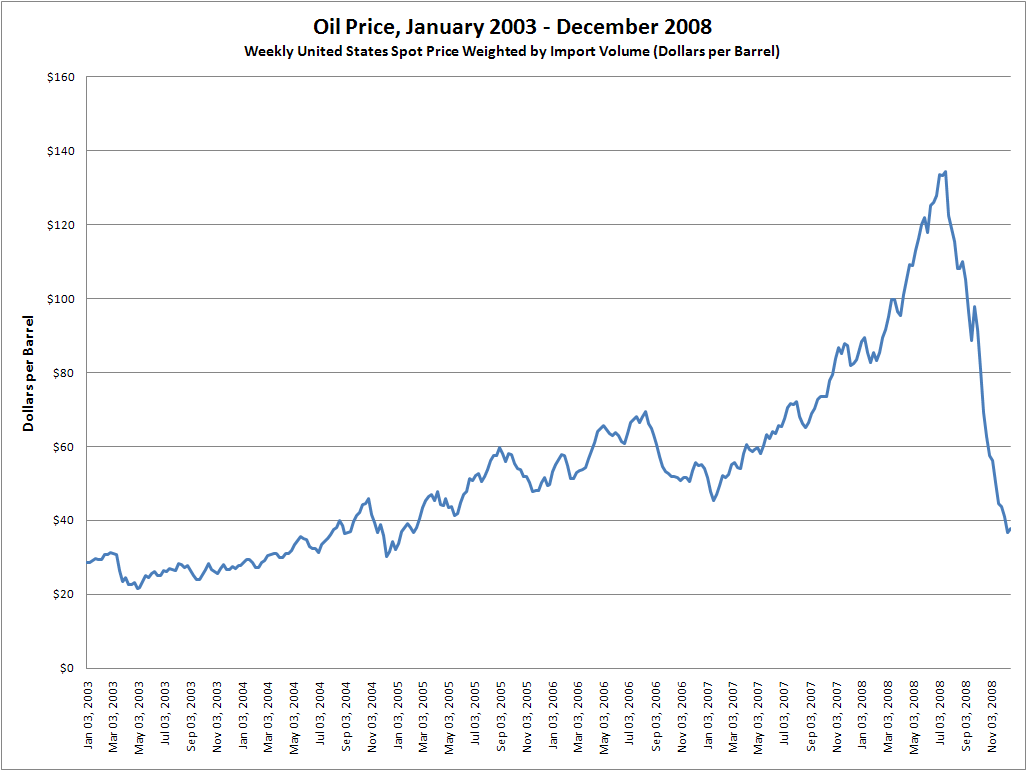
Andamento del prezzo del petrolio tra gennaio 2003 e dicembre 2008.

La decadenza economica degli anni 2000 si è cominciata a manifestare a partire dall'incremento dei prezzi delle materie prime, alimentari e industriali, che ha seguito una riduzione dei costi delle stesse nel precedente periodo 1980-2000. Nel 2000 il costo del greggio (che esercita un ulteriore impatto influenzando i prezzi di altre fonti energetiche) aumentò del 45% circa, con una oscillazione da 26 dollari a 34 dollari nel corso dell'anno, mentre dal 2001 al 2003 il prezzo si conservò pressoché invariato, oscillando intorno ai 20 dollari. Nel 2004, a fine anno si ebbe un forte innalzamento pari al 100%, con il raggiungimento dei 40 dollari al barile.
La zona euro, fortemente dipendente dalle importazioni di petrolio, ne risentì a livello produttivo ed anche sui prezzi al consumo, con conseguenze su PIL, consumi privati, investimenti e esportazioni. Gli effetti economici variarono da Paese a Paese in base non solo alla dipendenza dall'importazione delle materie prime e alla loro intensità di utilizzo, ma anche in relazione al fatto che il rialzo delle quotazioni è indotto da una contrazione dell'offerta o da un eccesso di domanda.
I prezzi delle materie prime crebbero vertiginosamente, per poi arretrare in misura marcata a partire da metà 2008 allorché, in conseguenza della crisi finanziaria, sono state riviste al ribasso le aspettative sulla crescita della domanda. Nel gennaio 2008, il prezzo del petrolio superò i 100 dollari al barile per la prima volta nella sua storia, continuando a salire fino ad arrivare ai 147 dollari a barile (qualità Brent), in rialzo del 470% rispetto all'inizio del 2000, per poi scendere a settembre.
Nel caso del greggio, l'incremento fu dovuto all'effetto congiunto della crescente domanda mondiale, in particolare a causa della forte espansione delle economie emergenti (Cina, India e Medio Oriente), dell'aumento della frequenza delle interruzioni di fornitura e delle revisioni al ribasso apportate alle aspettative sugli approvvigionamenti futuri. Anche altre materie essenziali nella catena della produzione, come l'acido solforico e la soda caustica, aumentarono di prezzo fino al 60%. La crisi dell'aumento del costo del petrolio e di alcune altre sostanze alimentari sono state oggetto di dibattito nel 34° vertice del G8 tenutosi in Hokkaidō nel luglio 2008. Le cause di questi repentini rialzi sono plurime (picco di Hubbert) e sono state individuate oltre che nei problemi di instabilità geopolitica (seconda guerra del Golfo), anche nella crescita delle potenze asiatiche, nella svalutazione del dollaro, nella carenza di investimenti tecnologici nel campo dell'industria estrattiva, nell'impennata della domanda mondiale (2001-2007), con un potenziale di crescita ancora rilevante, nelle politiche di offerta di alcuni produttori, e, in ultima analisi, nella speculazione finanziaria (finanziarizzazione dei mercati delle materie prime).

### Aumento dei prezzi dei prodotti di prima necessità
Dal 2008 l'incremento dei prezzi delle commodity, in particolare il rialzo del prezzo del petrolio grezzo e di alcuni cereali, si è fatto sentire a tal punto da creare serie conseguenze economiche e frenare gradualmente l'attività economica, minacciando il terzo mondo con l'aumento del rischio della fame, producendo stagflazione e ponendo ostacoli al commercio globale. Tutto ciò causò ripercussioni dirette sulla globalizzazione ed un'ondata generalizzata di ribassi nelle borse di tutti i continenti. L'aumento dei prezzi delle materie prime si tradusse poi nell'aumento dei costi finali di produzione dei beni di consumo, con conseguenze sulle fasce più deboli della popolazione mondiale.
Nel 2007, inoltre, di fronte alle prime avvisaglie della crisi dei subprime, una enorme massa di liquidità finanziaria è stata investita in beni rifugio, contribuendo, assieme a fenomeni di natura climatica, all'aumento dei prezzi dei prodotti di prima necessità per milioni di persone, condotte sotto la soglia di povertà. Tra 2010 e 2011 il carovita spinse le popolazioni colpite alla rivolta contro le autorità costituite, come accaduto nel corso della Primavera araba, determinando in alcuni casi il rovesciamento di regimi dittatoriali decennali, come in Egitto, Libia, Yemen e Tunisia.

### Crisi delle politiche neoliberiste e keynesiane
In sintesi a livello macroeconomico la crisi con le sue molteplici distorsioni è vista da taluni come un effetto del fallimento delle politiche neoliberiste, favorite dalla deregulation, giudicate troppo aggressive e senza regolamentazione unite ai loro inevitabili effetti di globalizzazione. Allo stesso tempo la crisi dei debiti degli Stati sovrani è vista da molti economisti come il risultato del ridimensionamento/fallimento delle politiche keynesiane (deficit spending) dei decenni passati (dal secondo dopoguerra in poi) nell'impossibilità di agire in tal senso visti i debiti già elevati.
Rispetto alla grande depressione del 1929 la grande recessione del XXI secolo si caratterizza infatti come criticità sia per quanto riguarda la crescita economica da una parte sia per quanto riguarda i debiti sovrani dall'altra, dove agire in un senso ne sfavorisce inevitabilmente l'altro secondo i consueti metodi di politica economica, visto che la crescita era da sempre fondata sul debito. La risoluzione del fallimento delle due politiche suddette passerebbe dunque secondo alcuni attraverso l'adozione di nuove forme di economie keynesiane volte ad un maggiore controllo statale del sistema economico specie in termini di occupazione e di redistribuzione dei redditi e/o forme di austerità (es. pareggio di bilancio) come controllo sui conti pubblici.
In tale contesto si inseriscono anche i teorici della decrescita che vedono nella grande recessione il fisiologico rallentamento e declino del sistema capitalistico di fronte alla scarsità delle risorse naturali del pianeta e ad altre esigenze umane (vedi Indici di sviluppo) oltre il mero consumo fisico di beni materiali.

## Filmografia
- Capitalism: A Love Story (2009), regia di Michael Moore
- Inside Job (2010), regia di Charles Ferguson
- The Company Men (2010), regia di John Wells
- Wall Street - Il denaro non dorme mai (2010), regia di Oliver Stone
- Margin Call (2011), regia di J. C. Chandor
- Too Big to Fail - Il crollo dei giganti (2011), regia di Curtis Hanson
- L'industriale (2011), regia di Giuliano Montaldo
- Assalto a Wall Street (2013), regia di Uwe Boll
- La legge del mercato (2015), regia di Stéphane Brizé
- La grande scommessa (2015), regia di Adam McKay